# Equipos participantes en la Copa Mundial de Fútbol de 1998

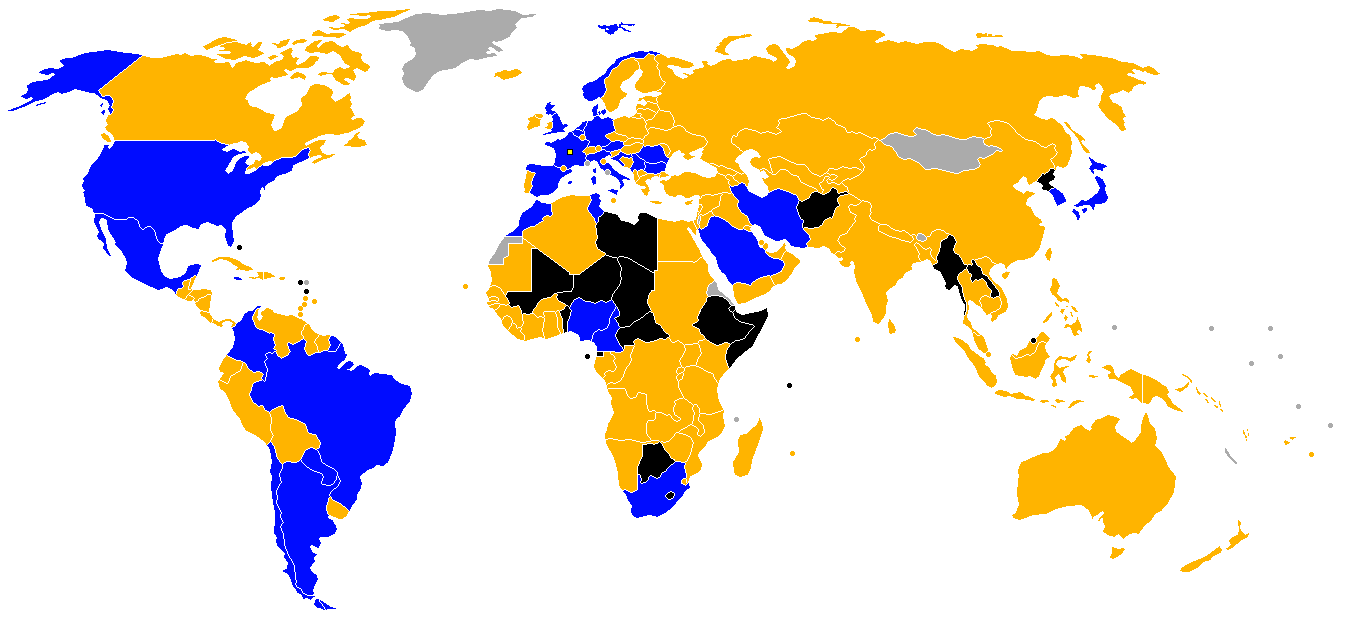
Clasificó al Mundial
No clasificó al Mundial
No participó
No es un miembro FIFA

Para la XVI Copa Mundial de Fútbol, que se realizó en Francia entre el 10 de junio y el 12 de julio de 1998, 32 equipos clasificaron a la fase final. Los 32 equipos participantes fueron divididos en ocho grupos de cuatro integrantes. De cada grupo, los dos mejores equipos clasificaran a una segunda fase de eliminación directa, para determinar al campeón del evento.

## Equipos
Previamente, 174 equipos se inscribieron para el proceso clasificatorio de cada continente, clasificando finalmente: 15 equipos de Europa (incluyendo el país organizador), 3 de Norteamérica, 5 de Sudamérica (incluyendo a Brasil, actual campeón), 4 de Asia y 5 de África. De éstos, 4 equipos participan por primera vez en estas instancias (Croacia, Jamaica, Japón y Sudáfrica).
Los equipos participantes en dicho torneo son:
| Equipo (ver en detalle) | Equipo (ver en detalle) | Equipo (ver en detalle) | Participaciones previas | Participaciones previas | Participaciones previas |
| Equipo (ver en detalle) | Equipo (ver en detalle) | Equipo (ver en detalle) | Total                   | Cons.                   | Última                  |
| ----------------------- | ----------------------- | ----------------------- | ----------------------- | ----------------------- | ----------------------- |
|                         | Alemania                | 3/3 estrellas           | 14                      | 12                      | 1994                    |
|                         | Arabia Saudita          |                         | 2                       | 2                       | 1994                    |
|                         | Argentina               | 2/2 estrellas           | 12                      | 7                       | 1994                    |
|                         | Austria                 |                         | 7                       | 1                       | 1990                    |
|                         | Bélgica                 |                         | 10                      | 5                       | 1994                    |
|                         | Brasil                  | 4/4 estrellas           | 16                      | 16                      | 1994                    |
|                         | Bulgaria                |                         | 7                       | 2                       | 1994                    |
|                         | Camerún                 |                         | 4                       | 3                       | 1994                    |
|                         | Chile                   |                         | 7                       | 1                       | 1982                    |
|                         | Colombia                |                         | 4                       | 3                       | 1994                    |
|                         | Corea del Sur           |                         | 5                       | 4                       | 1994                    |
|                         | Croacia                 |                         | 1                       | 1                       | -                       |
|                         | Dinamarca               |                         | 2                       | 1                       | 1986                    |
| Bandera de Escocia      | Escocia                 |                         | 8                       | 1                       | 1990                    |
|                         | España                  |                         | 10                      | 6                       | 1994                    |
|                         | Estados Unidos          |                         | 6                       | 3                       | 1994                    |
|                         | Francia                 |                         | 10                      | 1                       | 1986                    |
|                         | Inglaterra              | 1/1 estrellas           | 10                      | 1                       | 1990                    |
|                         | Irán                    |                         | 2                       | 1                       | 1978                    |
|                         | Italia                  | 3/3 estrellas           | 14                      | 10                      | 1994                    |
|                         | Jamaica                 |                         | 1                       | 1                       | -                       |
|                         | Japón                   |                         | 1                       | 1                       | -                       |
|                         | Marruecos               |                         | 4                       | 2                       | 1994                    |
|                         | México                  |                         | 11                      | 2                       | 1994                    |
|                         | Nigeria                 |                         | 2                       | 2                       | 1994                    |
|                         | Noruega                 |                         | 3                       | 2                       | 1994                    |
|                         | Países Bajos            |                         | 7                       | 3                       | 1994                    |
|                         | Paraguay                |                         | 5                       | 1                       | 1986                    |
|                         | Rumania                 |                         | 7                       | 3                       | 1994                    |
|                         | Sudáfrica               |                         | 1                       | 1                       | -                       |
|                         | Túnez                   |                         | 2                       | 1                       | 1978                    |
|                         | R.F. Yugoslavia         |                         | 9                       | 1                       | 1990                    |

## Lista de jugadores
A continuación se muestran los planteles para la fase final de la Copa Mundial de Fútbol de 1998 en Francia. Para determinar la edad de los futbolistas se tomó como referencia el 10 de junio de 1998, día del comienzo del torneo. La plantilla final de cada país estaba formada por 22 jugadores —numerados secuencialmente del 1 al 22— y debía ser confirmada antes del 1 de junio.
Este torneo contó con futbolistas nacidos en cuatro décadas diferentes, 1950, 1960, 1970 y 1980. Las únicas otras veces que esto sucedió en una Copa del Mundo fue en las ediciones de 1958, 1970 y 1990.

### Grupo A

#### Brasil
Entrenador:  Mário Zagallo
| No. | Pos. | Jugador          | Fecha de nacimiento (edad)         | Apa. | Club             |
| --- | ---- | ---------------- | ---------------------------------- | ---- | ---------------- |
| 1   | POR  | Cláudio Taffarel | 8 de mayo de 1966 (32 años)        | 94   | Galatasaray      |
| 2   | DEF  | Cafú             | 7 de junio de 1970 (28 años)       | 64   | Roma             |
| 3   | DEF  | Aldair           | 30 de noviembre de 1965 (32 años)  | 66   | Roma             |
| 4   | DEF  | Júnior Baiano    | 14 de marzo de 1970 (28 años)      | 17   | Flamengo         |
| 5   | MED  | César Sampaio    | 31 de marzo de 1968 (30 años)      | 34   | Yokohama Flügels |
| 6   | DEF  | Roberto Carlos   | 10 de abril de 1973 (25 años)      | 46   | Real Madrid      |
| 7   | MED  | Giovanni         | 4 de febrero de 1972 (26 años)     | 14   | Barcelona        |
| 8   | MED  | Dunga            | 31 de octubre de 1963 (34 años)    | 84   | Júbilo Iwata     |
| 9   | DEL  | Ronaldo          | 22 de septiembre de 1976 (21 años) | 37   | Inter Milan      |
| 10  | MED  | Rivaldo          | 19 de abril de 1972 (26 años)      | 15   | Barcelona        |
| 11  | MED  | Émerson          | 4 de abril de 1976 (22 años)       | 3    | Bayer Leverkusen |
| 12  | POR  | Carlos Germano   | 14 de agosto de 1970 (27 años)     | 9    | Vasco da Gama    |
| 13  | DEF  | Zé Carlos        | 14 de noviembre de 1968 (29 años)  | 0    | São Paulo        |
| 14  | DEF  | Gonçalves        | 22 de febrero de 1966 (32 años)    | 22   | Botafogo         |
| 15  | DEF  | André Cruz       | 20 de septiembre de 1968 (29 años) | 31   | Milan            |
| 16  | MED  | Zé Roberto       | 6 de julio de 1974 (23 años)       | 20   | Flamengo         |
| 17  | MED  | Doriva           | 28 de mayo de 1972 (26 años)       | 11   | Porto            |
| 18  | MED  | Leonardo         | 5 de septiembre de 1969 (28 años)  | 45   | Milan            |
| 19  | MED  | Denílson         | 24 de agosto de 1977 (20 años)     | 26   | São Paulo        |
| 20  | DEL  | Bebeto           | 16 de febrero de 1964 (34 años)    | 68   | Botafogo         |
| 21  | DEL  | Edmundo          | 2 de abril de 1971 (27 años)       | 33   | Fiorentina       |
| 22  | POR  | Dida             | 7 de octubre de 1973 (24 años)     | 15   | Cruzeiro         |

#### Marruecos
Entrenador:  Henri Michel
| No. | Pos. | Jugador               | Fecha de nacimiento (edad)         | Apa. | Club                |
| --- | ---- | --------------------- | ---------------------------------- | ---- | ------------------- |
| 1   | POR  | Abdelkader El Brazi   | 5 de noviembre de 1964 (33 años)   | 37   | FAR Rabat           |
| 2   | DEF  | Abdelilah Saber       | 21 de abril de 1974 (24 años)      | 25   | Sporting CP         |
| 3   | DEF  | Abdelkrim El Hadrioui | 6 de marzo de 1972 (26 años)       | 59   | Benfica             |
| 4   | DEF  | Youssef Rossi         | 28 de junio de 1973 (24 años)      | 20   | Rennes              |
| 5   | DEF  | Smahi Triki           | 1 de agosto de 1967 (30 años)      | 16   | Lausanne            |
| 6   | DEF  | Noureddine Naybet     | 10 de febrero de 1970 (28 años)    | 91   | Deportivo La Coruña |
| 7   | MED  | Mustapha Hadji        | 16 de noviembre de 1971 (26 años)  | 42   | Deportivo La Coruña |
| 8   | MED  | Saïd Chiba            | 18 de septiembre de 1970 (27 años) | 23   | Compostela          |
| 9   | DEL  | Abdeljalil Hadda      | 21 de marzo de 1972 (26 años)      | 11   | Club Africain       |
| 10  | DEL  | Abderrahim Ouakili    | 11 de diciembre de 1970 (27 años)  | 8    | 1860 Munich         |
| 11  | MED  | Ali El Khattabi       | 17 de enero de 1977 (21 años)      | 6    | Heerenveen          |
| 12  | POR  | Driss Benzekri        | 31 de diciembre de 1970 (27 años)  | 6    | RS Settat           |
| 13  | DEF  | Rachid Neqrouz        | 10 de abril de 1972 (26 años)      | 13   | Bari                |
| 14  | DEL  | Salaheddine Bassir    | 5 de septiembre de 1972 (25 años)  | 26   | Deportivo La Coruña |
| 15  | DEF  | Lahcen Abrami         | 31 de diciembre de 1969 (28 años)  | 41   | Wydad Casablanca    |
| 16  | MED  | Rachid Azzouzi        | 10 de enero de 1971 (27 años)      | 35   | Greuther Fürth      |
| 17  | MED  | Gharib Amzine         | 3 de mayo de 1973 (25 años)        | 2    | Mulhouse            |
| 18  | MED  | Youssef Chippo        | 10 de mayo de 1973 (25 años)       | 20   | Porto               |
| 19  | DEF  | Jamal Sellami         | 6 de octubre de 1970 (27 años)     | 0    | Raja Casablanca     |
| 20  | DEF  | Tahar El Khalej       | 16 de junio de 1968 (29 años)      | 54   | Benfica             |
| 21  | DEL  | Rachid Rokki          | 8 de noviembre de 1974 (23 años)   | 2    | Chabab Mohammédia   |
| 22  | POR  | Mustapha Chadili      | 14 de febrero de 1973 (25 años)    | 0    | Raja Casablanca     |

#### Noruega
Entrenador:  Egil Olsen
| No. | Pos. | Jugador             | Fecha de nacimiento (edad)        | Apa. | Club              |
| --- | ---- | ------------------- | --------------------------------- | ---- | ----------------- |
| 1   | POR  | Frode Grodås        | 24 de octubre de 1964 (33 años)   | 39   | Tottenham Hotspur |
| 2   | DEF  | Gunnar Halle        | 11 de agosto de 1965 (32 años)    | 60   | Leeds United      |
| 3   | DEF  | Ronny Johnsen       | 10 de junio de 1969 (29 años)     | 33   | Manchester United |
| 4   | DEF  | Henning Berg        | 1 de septiembre de 1969 (28 años) | 52   | Manchester United |
| 5   | DEF  | Stig Inge Bjørnebye | 11 de diciembre de 1969 (28 años) | 62   | Liverpool         |
| 6   | MED  | Ståle Solbakken     | 27 de febrero de 1968 (30 años)   | 34   | AaB               |
| 7   | MED  | Erik Mykland        | 21 de julio de 1971 (26 años)     | 54   | Panathinaikos     |
| 8   | MED  | Øyvind Leonhardsen  | 17 de agosto de 1970 (27 años)    | 55   | Liverpool         |
| 9   | DEL  | Tore André Flo      | 15 de junio de 1973 (24 años)     | 25   | Chelsea           |
| 10  | MED  | Kjetil Rekdal       | 6 de noviembre de 1968 (29 años)  | 66   | Hertha BSC        |
| 11  | MED  | Mini Jakobsen       | 8 de noviembre de 1965 (32 años)  | 64   | Rosenborg         |
| 12  | POR  | Thomas Myhre        | 16 de octubre de 1973 (24 años)   | 1    | Everton           |
| 13  | POR  | Espen Baardsen      | 7 de diciembre de 1977 (20 años)  | 1    | Tottenham Hotspur |
| 14  | DEF  | Vegard Heggem       | 13 de julio de 1975 (22 años)     | 1    | Rosenborg         |
| 15  | DEF  | Dan Eggen           | 13 de enero de 1970 (28 años)     | 13   | Celta Vigo        |
| 16  | DEL  | Jostein Flo         | 3 de octubre de 1964 (33 años)    | 44   | Strømsgodset      |
| 17  | DEL  | Håvard Flo          | 4 de abril de 1970 (28 años)      | 9    | Werder Bremen     |
| 18  | DEL  | Egil Østenstad      | 2 de enero de 1972 (26 años)      | 13   | Southampton       |
| 19  | DEF  | Erik Hoftun         | 3 de marzo de 1969 (29 años)      | 1    | Rosenborg         |
| 20  | DEL  | Ole Gunnar Solskjær | 26 de febrero de 1973 (25 años)   | 13   | Manchester United |
| 21  | DEF  | Vidar Riseth        | 21 de abril de 1972 (26 años)     | 4    | LASK              |
| 22  | MED  | Roar Strand         | 2 de febrero de 1970 (28 años)    | 5    | Rosenborg         |

#### Escocia
Entrenador:  Craig Brown
| No. | Pos. | Jugador          | Fecha de nacimiento (edad)         | Apa. | Club                |
| --- | ---- | ---------------- | ---------------------------------- | ---- | ------------------- |
| 1   | POR  | Jim Leighton     | 24 de julio de 1958 (39 años)      | 86   | Aberdeen            |
| 2   | MED  | Jackie McNamara  | 24 de octubre de 1973 (24 años)    | 6    | Celtic              |
| 3   | DEF  | Tom Boyd         | 24 de noviembre de 1965 (32 años)  | 55   | Celtic              |
| 4   | DEF  | Colin Calderwood | 20 de enero de 1965 (33 años)      | 28   | Tottenham Hotspur   |
| 5   | DEF  | Colin Hendry     | 7 de diciembre de 1965 (32 años)   | 32   | Blackburn Rovers    |
| 6   | DEF  | Tosh McKinlay    | 3 de diciembre de 1964 (33 años)   | 19   | Celtic              |
| 7   | DEL  | Kevin Gallacher  | 23 de noviembre de 1966 (31 años)  | 36   | Blackburn Rovers    |
| 8   | MED  | Craig Burley     | 24 de septiembre de 1971 (26 años) | 25   | Celtic              |
| 9   | DEL  | Gordon Durie     | 6 de diciembre de 1965 (32 años)   | 40   | Rangers             |
| 10  | DEL  | Darren Jackson   | 25 de julio de 1966 (31 años)      | 24   | Celtic              |
| 11  | MED  | John Collins     | 31 de enero de 1968 (30 años)      | 49   | Monaco              |
| 12  | POR  | Neil Sullivan    | 24 de febrero de 1970 (28 años)    | 3    | Wimbledon           |
| 13  | DEL  | Simon Donnelly   | 1 de diciembre de 1974 (23 años)   | 8    | Celtic              |
| 14  | MED  | Paul Lambert     | 7 de agosto de 1969 (28 años)      | 12   | Celtic              |
| 15  | MED  | Scot Gemmill     | 2 de enero de 1971 (27 años)       | 13   | Nottingham Forest   |
| 16  | DEF  | David Weir       | 10 de mayo de 1970 (28 años)       | 5    | Heart of Midlothian |
| 17  | MED  | Billy McKinlay   | 22 de abril de 1969 (29 años)      | 25   | Blackburn Rovers    |
| 18  | DEF  | Matt Elliott     | 1 de noviembre de 1968 (29 años)   | 3    | Leicester City      |
| 19  | DEF  | Derek Whyte      | 31 de agosto de 1968 (29 años)     | 11   | Aberdeen            |
| 20  | DEL  | Scott Booth      | 16 de diciembre de 1971 (26 años)  | 16   | FC Utrecht          |
| 21  | POR  | Jonathan Gould   | 18 de julio de 1968 (29 años)      | 0    | Celtic              |
| 22  | DEF  | Christian Dailly | 23 de octubre de 1973 (24 años)    | 10   | Derby County        |

### Grupo B

#### Austria
Entrenador:  Herbert Prohaska
| No. | Pos. | Jugador              | Fecha de nacimiento (edad)         | Apa. | Club              |
| --- | ---- | -------------------- | ---------------------------------- | ---- | ----------------- |
| 1   | POR  | Michael Konsel       | 6 de marzo de 1962 (36 años)       | 40   | Roma              |
| 2   | MED  | Markus Schopp        | 22 de febrero de 1974 (24 años)    | 18   | Sturm Graz        |
| 3   | DEF  | Peter Schöttel       | 26 de marzo de 1967 (31 años)      | 54   | Rapid Wien        |
| 4   | DEF  | Anton Pfeffer        | 17 de agosto de 1965 (32 años)     | 56   | Austria Wien      |
| 5   | DEF  | Wolfgang Feiersinger | 30 de enero de 1965 (33 años)      | 39   | Borussia Dortmund |
| 6   | DEF  | Walter Kogler        | 12 de diciembre de 1967 (30 años)  | 22   | Cannes            |
| 7   | DEL  | Mario Haas           | 16 de septiembre de 1974 (23 años) | 5    | Sturm Graz        |
| 8   | MED  | Heimo Pfeifenberger  | 29 de diciembre de 1966 (31 años)  | 37   | Werder Bremen     |
| 9   | DEL  | Ivica Vastić         | 29 de septiembre de 1969 (28 años) | 14   | Sturm Graz        |
| 10  | MED  | Andreas Herzog       | 10 de septiembre de 1968 (29 años) | 68   | Werder Bremen     |
| 11  | MED  | Martin Amerhauser    | 23 de julio de 1974 (23 años)      | 2    | Austria Salzburg  |
| 12  | DEF  | Martin Hiden         | 11 de marzo de 1973 (25 años)      | 4    | Leeds United      |
| 13  | MED  | Harald Cerny         | 13 de septiembre de 1973 (24 años) | 23   | 1860 Munich       |
| 14  | DEL  | Hannes Reinmayr      | 23 de agosto de 1969 (28 años)     | 8    | Sturm Graz        |
| 15  | MED  | Arnold Wetl          | 2 de febrero de 1970 (28 años)     | 15   | Rapid Wien        |
| 16  | POR  | Franz Wohlfahrt      | 1 de julio de 1964 (33 años)       | 37   | VfB Stuttgart     |
| 17  | MED  | Roman Mählich        | 17 de septiembre de 1971 (26 años) | 10   | Sturm Graz        |
| 18  | MED  | Peter Stöger         | 11 de abril de 1966 (32 años)      | 59   | LASK              |
| 19  | DEL  | Toni Polster         | 10 de marzo de 1964 (34 años)      | 91   | 1. FC Köln        |
| 20  | MED  | Andreas Heraf        | 10 de septiembre de 1967 (30 años) | 10   | Rapid Wien        |
| 21  | POR  | Wolfgang Knaller     | 9 de octubre de 1961 (36 años)     | 4    | Austria Wien      |
| 22  | MED  | Dietmar Kühbauer     | 4 de abril de 1971 (27 años)       | 28   | Real Sociedad     |

#### Camerún
Entrenador:  Claude Le Roy
| No. | Pos. | Jugador             | Fecha de nacimiento (edad)         | Apa. | Club                 |
| --- | ---- | ------------------- | ---------------------------------- | ---- | -------------------- |
| 1   | POR  | Jacques Songo'o     | 17 de marzo de 1964 (34 años)      | 6    | Deportivo La Coruña  |
| 2   | MED  | Joseph Elanga       | 2 de mayo de 1979 (19 años)        | ?    | Tonnerre Yaoundé     |
| 3   | DEF  | Pierre Womé         | 26 de marzo de 1979 (19 años)      | 14   | Lucchese             |
| 4   | DEF  | Rigobert Song       | 1 de julio de 1976 (21 años)       | 11   | Metz                 |
| 5   | DEF  | Raymond Kalla       | 22 de abril de 1975 (23 años)      | 7    | Panachaiki           |
| 6   | DEF  | Pierre Njanka       | 15 de marzo de 1975 (23 años)      | 2    | Olympic Mvolyé       |
| 7   | DEL  | François Omam-Biyik | 21 de mayo de 1966 (32 años)       | 17   | Sampdoria            |
| 8   | MED  | Didier Angibeaud    | 8 de octubre de 1974 (23 años)     | 2    | Nice                 |
| 9   | DEL  | Alphonse Tchami     | 14 de septiembre de 1971 (26 años) | 10   | Hertha BSC           |
| 10  | DEL  | Patrick M'Boma      | 15 de noviembre de 1970 (27 años)  | 11   | Gamba Osaka          |
| 11  | DEL  | Samuel Eto'o        | 10 de marzo de 1981 (17 años)      | 8    | Leganés              |
| 12  | DEF  | Lauren              | 19 de enero de 1977 (21 años)      | 0    | Levante              |
| 13  | DEF  | Patrice Abanda      | 3 de agosto de 1978 (19 años)      | 0    | Tonnerre Yaoundé     |
| 14  | MED  | Augustine Simo      | 18 de septiembre de 1978 (19 años) | 6    | Saint-Étienne        |
| 15  | MED  | Joseph N'Do         | 28 de abril de 1976 (22 años)      | 2    | Cottonsport Garoua   |
| 16  | POR  | William Andem       | 14 de junio de 1968 (29 años)      | 1    | Boavista             |
| 17  | DEF  | Michel Pensée       | 16 de junio de 1973 (24 años)      | 0    | Cheonan Ilhwa Chunma |
| 18  | DEL  | Samuel Ipoua        | 1 de marzo de 1973 (25 años)       | 5    | Rapid Wien           |
| 19  | MED  | Marcel Mahouvé      | 16 de enero de 1973 (25 años)      | 4    | Montpellier          |
| 20  | MED  | Salomon Olembé      | 8 de diciembre de 1980 (17 años)   | 4    | Nantes               |
| 21  | DEL  | Joseph-Désiré Job   | 1 de diciembre de 1977 (20 años)   | 6    | Lyon                 |
| 22  | POR  | Alioum Boukar       | 3 de enero de 1972 (26 años)       | 2    | Samsunspor           |

#### Chile
Entrenador:  Nelson Acosta
| No. | Pos. | Jugador            | Fecha de nacimiento (edad)         | Apa. | Club                 |
| --- | ---- | ------------------ | ---------------------------------- | ---- | -------------------- |
| 1   | POR  | Nelson Tapia       | 22 de septiembre de 1966 (31 años) | 34   | Universidad Católica |
| 2   | DEF  | Cristián Castañeda | 18 de septiembre de 1968 (29 años) | 24   | Universidad de Chile |
| 3   | DEF  | Ronald Fuentes     | 22 de junio de 1969 (28 años)      | 41   | Universidad de Chile |
| 4   | DEF  | Francisco Rojas    | 22 de julio de 1974 (23 años)      | 12   | Colo-Colo            |
| 5   | DEF  | Javier Margas      | 10 de mayo de 1969 (29 años)       | 52   | Universidad Católica |
| 6   | DEF  | Pedro Reyes        | 13 de noviembre de 1972 (25 años)  | 24   | Colo-Colo            |
| 7   | MED  | Nelson Parraguez   | 5 de abril de 1971 (27 años)       | 37   | Universidad Católica |
| 8   | MED  | Clarence Acuña     | 8 de febrero de 1975 (23 años)     | 28   | Universidad de Chile |
| 9   | DEL  | Iván Zamorano      | 18 de enero de 1967 (31 años)      | 42   | Inter Milan          |
| 10  | MED  | José Luis Sierra   | 5 de diciembre de 1968 (29 años)   | 31   | Colo-Colo            |
| 11  | DEL  | Marcelo Salas      | 24 de diciembre de 1974 (23 años)  | 39   | River Plate          |
| 12  | POR  | Marcelo Ramírez    | 29 de mayo de 1965 (33 años)       | 19   | Colo-Colo            |
| 13  | DEL  | Manuel Neira       | 12 de octubre de 1977 (20 años)    | 5    | Colo-Colo            |
| 14  | DEF  | Miguel Ramírez     | 11 de junio de 1970 (27 años)      | 38   | Universidad Católica |
| 15  | DEF  | Moisés Villarroel  | 12 de febrero de 1976 (22 años)    | 10   | Santiago Wanderers   |
| 16  | DEF  | Mauricio Aros      | 9 de marzo de 1976 (22 años)       | 4    | Universidad de Chile |
| 17  | MED  | Marcelo Vega       | 12 de agosto de 1971 (26 años)     | 29   | MetroStars           |
| 18  | MED  | Luis Musrri        | 24 de diciembre de 1969 (28 años)  | 27   | Universidad de Chile |
| 19  | MED  | Fernando Cornejo   | 28 de enero de 1969 (29 años)      | 27   | Cobreloa             |
| 20  | MED  | Fabián Estay       | 5 de octubre de 1968 (29 años)     | 48   | Toluca               |
| 21  | DEL  | Rodrigo Barrera    | 30 de marzo de 1970 (28 años)      | 22   | Universidad de Chile |
| 22  | POR  | Carlos Tejas       | 4 de octubre de 1974 (23 años)     | 0    | Coquimbo Unido       |

#### Italia
Entrenador:  Cesare Maldini
| No. | Pos. | Jugador               | Fecha de nacimiento (edad)         | Apa. | Club            |
| --- | ---- | --------------------- | ---------------------------------- | ---- | --------------- |
| 1   | POR  | Francesco Toldo       | 2 de diciembre de 1971 (26 años)   | 6    | Fiorentina      |
| 2   | DEF  | Giuseppe Bergomi      | 22 de diciembre de 1963 (34 años)  | 78   | Inter Milan     |
| 3   | DEF  | Paolo Maldini         | 26 de junio de 1968 (29 años)      | 88   | Milan           |
| 4   | DEF  | Fabio Cannavaro       | 13 de septiembre de 1973 (24 años) | 14   | Parma           |
| 5   | DEF  | Alessandro Costacurta | 24 de abril de 1966 (32 años)      | 54   | Milan           |
| 6   | DEF  | Alessandro Nesta      | 19 de marzo de 1976 (22 años)      | 12   | Lazio           |
| 7   | DEF  | Gianluca Pessotto     | 11 de agosto de 1970 (27 años)     | 4    | Juventus        |
| 8   | DEF  | Moreno Torricelli     | 23 de enero de 1970 (28 años)      | 6    | Juventus        |
| 9   | MED  | Demetrio Albertini    | 23 de agosto de 1971 (26 años)     | 57   | Milan           |
| 10  | DEL  | Alessandro Del Piero  | 9 de noviembre de 1974 (23 años)   | 19   | Juventus        |
| 11  | MED  | Dino Baggio           | 24 de julio de 1971 (26 años)      | 46   | Parma           |
| 12  | POR  | Gianluca Pagliuca     | 18 de diciembre de 1966 (31 años)  | 34   | Inter Milan     |
| 13  | MED  | Sandro Cois           | 9 de junio de 1972 (26 años)       | 1    | Fiorentina      |
| 14  | MED  | Luigi Di Biagio       | 3 de junio de 1971 (27 años)       | 13   | Roma            |
| 15  | MED  | Angelo Di Livio       | 26 de julio de 1966 (31 años)      | 21   | Juventus        |
| 16  | MED  | Roberto Di Matteo     | 29 de mayo de 1970 (28 años)       | 32   | Chelsea         |
| 17  | MED  | Francesco Moriero     | 31 de marzo de 1969 (29 años)      | 3    | Inter Milan     |
| 18  | DEL  | Roberto Baggio        | 18 de febrero de 1967 (31 años)    | 48   | Bologna         |
| 19  | DEL  | Filippo Inzaghi       | 9 de agosto de 1973 (24 años)      | 4    | Juventus        |
| 20  | DEL  | Enrico Chiesa         | 29 de diciembre de 1970 (27 años)  | 6    | Parma           |
| 21  | DEL  | Christian Vieri       | 12 de julio de 1973 (24 años)      | 8    | Atlético Madrid |
| 22  | POR  | Gianluigi Buffon      | 28 de enero de 1978 (20 años)      | 2    | Parma           |

### Grupo C

#### Dinamarca
Entrenador:  Bo Johansson
| No. | Pos. | Jugador            | Fecha de nacimiento (edad)        | Apa. | Club                 |
| --- | ---- | ------------------ | --------------------------------- | ---- | -------------------- |
| 1   | POR  | Peter Schmeichel   | 18 de noviembre de 1963 (34 años) | 100  | Manchester United    |
| 2   | DEF  | Michael Schjønberg | 19 de enero de 1967 (31 años)     | 28   | 1. FC Kaiserslautern |
| 3   | DEF  | Marc Rieper        | 5 de junio de 1968 (30 años)      | 53   | Celtic               |
| 4   | DEF  | Jes Høgh           | 7 de mayo de 1966 (32 años)       | 37   | Fenerbahçe           |
| 5   | DEF  | Jan Heintze        | 17 de agosto de 1963 (34 años)    | 39   | Bayer Leverkusen     |
| 6   | DEF  | Thomas Helveg      | 24 de junio de 1971 (26 años)     | 30   | Udinese              |
| 7   | MED  | Allan Nielsen      | 13 de marzo de 1971 (27 años)     | 18   | Tottenham Hotspur    |
| 8   | MED  | Per Frandsen       | 6 de febrero de 1970 (28 años)    | 12   | Bolton Wanderers     |
| 9   | DEL  | Miklos Molnar      | 10 de abril de 1970 (28 años)     | 9    | Sevilla              |
| 10  | MED  | Michael Laudrup    | 15 de junio de 1964 (33 años)     | 99   | Ajax                 |
| 11  | DEL  | Brian Laudrup      | 22 de febrero de 1969 (29 años)   | 77   | Rangers              |
| 12  | DEF  | Søren Colding      | 2 de septiembre de 1972 (25 años) | 4    | Brøndby              |
| 13  | DEF  | Jacob Laursen      | 6 de octubre de 1971 (26 años)    | 22   | Derby County         |
| 14  | MED  | Morten Wieghorst   | 25 de febrero de 1971 (27 años)   | 11   | Celtic               |
| 15  | MED  | Stig Tøfting       | 14 de agosto de 1969 (28 años)    | 4    | MSV Duisburg         |
| 16  | POR  | Mogens Krogh       | 31 de octubre de 1963 (34 años)   | 8    | Brøndby              |
| 17  | MED  | Bjarne Goldbæk     | 6 de octubre de 1968 (29 años)    | 11   | Copenhague           |
| 18  | DEL  | Peter Møller       | 23 de marzo de 1972 (26 años)     | 11   | PSV Eindhoven        |
| 19  | DEL  | Ebbe Sand          | 19 de julio de 1972 (25 años)     | 2    | Brøndby              |
| 20  | DEF  | René Henriksen     | 27 de agosto de 1969 (28 años)    | 2    | Akademisk            |
| 21  | MED  | Martin Jørgensen   | 6 de octubre de 1975 (22 años)    | 4    | Udinese              |
| 22  | POR  | Peter Kjær         | 5 de noviembre de 1965 (32 años)  | 0    | Silkeborg            |

#### Francia
Entrenador:  Aimé Jacquet
| No. | Pos. | Jugador            | Fecha de nacimiento (edad)         | Apa. | Club                |
| --- | ---- | ------------------ | ---------------------------------- | ---- | ------------------- |
| 1   | POR  | Bernard Lama       | 7 de abril de 1963 (35 años)       | 37   | Paris Saint-Germain |
| 2   | DEF  | Vincent Candela    | 24 de octubre de 1973 (24 años)    | 10   | Roma                |
| 3   | DEF  | Bixente Lizarazu   | 9 de diciembre de 1969 (28 años)   | 32   | Bayern Munich       |
| 4   | MED  | Patrick Vieira     | 23 de junio de 1976 (21 años)      | 7    | Arsenal             |
| 5   | DEF  | Laurent Blanc      | 19 de noviembre de 1965 (32 años)  | 68   | Marseille           |
| 6   | MED  | Youri Djorkaeff    | 9 de marzo de 1968 (30 años)       | 37   | Inter Milan         |
| 7   | MED  | Didier Deschamps   | 15 de octubre de 1968 (29 años)    | 69   | Juventus            |
| 8   | DEF  | Marcel Desailly    | 7 de septiembre de 1968 (29 años)  | 41   | Milan               |
| 9   | DEL  | Stéphane Guivarc'h | 6 de septiembre de 1970 (27 años)  | 6    | Auxerre             |
| 10  | MED  | Zinedine Zidane    | 23 de junio de 1972 (25 años)      | 33   | Juventus            |
| 11  | MED  | Robert Pirès       | 29 de octubre de 1973 (24 años)    | 13   | Metz                |
| 12  | DEL  | Thierry Henry      | 17 de agosto de 1977 (20 años)     | 3    | Monaco              |
| 13  | MED  | Bernard Diomède    | 23 de enero de 1974 (24 años)      | 6    | Auxerre             |
| 14  | MED  | Alain Boghossian   | 27 de octubre de 1970 (27 años)    | 6    | Sampdoria           |
| 15  | DEF  | Lilian Thuram      | 1 de enero de 1972 (26 años)       | 32   | Parma               |
| 16  | POR  | Fabien Barthez     | 28 de junio de 1971 (26 años)      | 12   | Monaco              |
| 17  | MED  | Emmanuel Petit     | 22 de septiembre de 1970 (27 años) | 17   | Arsenal             |
| 18  | DEF  | Frank Leboeuf      | 22 de enero de 1968 (30 años)      | 13   | Chelsea             |
| 19  | MED  | Christian Karembeu | 3 de diciembre de 1970 (27 años)   | 31   | Real Madrid         |
| 20  | DEL  | David Trezeguet    | 15 de octubre de 1977 (20 años)    | 4    | Monaco              |
| 21  | DEL  | Christophe Dugarry | 24 de marzo de 1972 (26 años)      | 23   | Marseille           |
| 22  | POR  | Lionel Charbonnier | 25 de octubre de 1966 (31 años)    | 1    | Auxerre             |

#### Arabia Saudita
Entrenador:  Carlos Alberto Parreira (despedido después de los primeros dos partidos, reemplazado por  Mohammed Al-Kharashy para el último encuentro)
| No. | Pos. | Jugador              | Fecha de nacimiento (edad)         | Apa. | Club       |
| --- | ---- | -------------------- | ---------------------------------- | ---- | ---------- |
| 1   | POR  | Mohamed Al-Deayea    | 2 de agosto de 1972 (25 años)      | 94   | Al-Ta'ee   |
| 2   | DEF  | Mohammed Al-Jahani   | 28 de septiembre de 1974 (23 años) | 64   | Al Ahli    |
| 3   | DEF  | Mohammed Al-Khilaiwi | 1 de septiembre de 1971 (26 años)  | 86   | Al-Ittihad |
| 4   | DEF  | Abdullah Zubromawi   | 15 de noviembre de 1973 (24 años)  | 83   | Al Ahli    |
| 5   | DEF  | Ahmed Jamil Madani   | 6 de enero de 1970 (28 años)       | 94   | Al-Ittihad |
| 6   | MED  | Fuad Anwar           | 13 de octubre de 1972 (25 años)    | 95   | Al Shabab  |
| 7   | MED  | Ibrahim Al-Shahrani  | 21 de julio de 1974 (23 años)      | 19   | Al Ahli    |
| 8   | DEL  | Obeid Al-Dosari      | 2 de octubre de 1975 (22 años)     | 61   | Al-Wehda   |
| 9   | DEL  | Sami Al-Jaber        | 11 de diciembre de 1972 (25 años)  | 85   | Al Hilal   |
| 10  | DEL  | Saeed Al-Owairan     | 19 de agosto de 1967 (30 años)     | 55   | Al Shabab  |
| 11  | DEL  | Fahad Al-Mehallel    | 11 de noviembre de 1970 (27 años)  | 85   | Al Shabab  |
| 12  | MED  | Ibrahim Al-Harbi     | 10 de julio de 1975 (22 años)      | 47   | Al Nassr   |
| 13  | DEF  | Hussein Abdulghani   | 23 de enero de 1977 (21 años)      | 40   | Al Ahli    |
| 14  | MED  | Khaled Al-Muwallid   | 23 de noviembre de 1971 (26 años)  | 91   | Al Ahli    |
| 15  | DEL  | Yousuf Al-Thunayan   | 18 de noviembre de 1963 (34 años)  | 86   | Al Hilal   |
| 16  | MED  | Khamis Al-Dosari     | 8 de septiembre de 1973 (24 años)  | 48   | Al Hilal   |
| 17  | DEF  | Ahmed Dokhi          | 25 de octubre de 1976 (21 años)    | 12   | Al Hilal   |
| 18  | MED  | Nawaf Al-Temyat      | 26 de junio de 1976 (21 años)      | 0    | Al Hilal   |
| 19  | DEF  | Abdulaziz Al-Janoubi | 21 de julio de 1974 (23 años)      | 3    | Al Nassr   |
| 20  | MED  | Hamzah Saleh         | 19 de abril de 1967 (31 años)      | 38   | Al Ahli    |
| 21  | POR  | Hussein Al-Sadiq     | 15 de octubre de 1973 (24 años)    | 64   | Al Qadsiah |
| 22  | POR  | Tisir Al-Antaif      | 16 de febrero de 1974 (24 años)    | 0    | Al Ettifaq |

#### Sudáfrica
Entrenador:  Philippe Troussier
| No. | Pos. | Jugador           | Fecha de nacimiento (edad)         | Apa. | Club                |
| --- | ---- | ----------------- | ---------------------------------- | ---- | ------------------- |
| 1   | POR  | Hans Vonk         | 30 de enero de 1970 (28 años)      | 0    | Heerenveen          |
| 2   | DEF  | Themba Mnguni     | 16 de diciembre de 1973 (24 años)  | 3    | Mamelodi Sundowns   |
| 3   | DEF  | David Nyathi      | 22 de marzo de 1969 (29 años)      | 35   | St. Gallen          |
| 4   | DEF  | Willem Jackson    | 26 de marzo de 1972 (26 años)      | 12   | Orlando Pirates     |
| 5   | DEF  | Mark Fish         | 14 de marzo de 1974 (24 años)      | 37   | Bolton Wanderers    |
| 6   | DEL  | Phil Masinga      | 28 de junio de 1969 (28 años)      | 41   | Bari                |
| 7   | MED  | Quinton Fortune   | 21 de mayo de 1977 (21 años)       | 6    | Atlético Madrid     |
| 8   | MED  | Alfred Phiri      | 22 de junio de 1974 (23 años)      | 2    | Vanspor             |
| 9   | DEL  | Shaun Bartlett    | 31 de octubre de 1972 (25 años)    | 29   | Cape Town Spurs     |
| 10  | MED  | John Moshoeu      | 18 de diciembre de 1965 (32 años)  | 44   | Fenerbahçe          |
| 11  | MED  | Helman Mkhalele   | 20 de octubre de 1969 (28 años)    | 35   | Kayserispor         |
| 12  | DEL  | Brendan Augustine | 26 de octubre de 1971 (26 años)    | 26   | LASK                |
| 13  | DEL  | Delron Buckley    | 7 de diciembre de 1977 (20 años)   | 0    | VfL Bochum          |
| 14  | DEL  | Jerry Sikhosana   | 8 de junio de 1969 (29 años)       | 9    | Orlando Pirates     |
| 15  | MED  | Doctor Khumalo    | 26 de junio de 1967 (30 años)      | 43   | Kaizer Chiefs       |
| 16  | POR  | Brian Baloyi      | 16 de marzo de 1974 (24 años)      | 8    | Kaizer Chiefs       |
| 17  | DEL  | Benni McCarthy    | 12 de noviembre de 1977 (20 años)  | 10   | Ajax                |
| 18  | MED  | Lebogang Morula   | 22 de diciembre de 1968 (29 años)  | 0    | Vanspor             |
| 19  | DEF  | Lucas Radebe      | 12 de abril de 1969 (29 años)      | 41   | Leeds United        |
| 20  | MED  | William Mokoena   | 31 de marzo de 1975 (23 años)      | 0    | Manning Rangers     |
| 21  | DEF  | Pierre Issa       | 12 de septiembre de 1975 (22 años) | 1    | Marseille           |
| 22  | POR  | Paul Evans*       | 28 de diciembre de 1973 (24 años)  | 0    | Supersport United   |
| 23  | POR  | Simon Gopane*     | 26 de diciembre de 1970 (27 años)  | 1    | Bloemfontein Celtic |

* Andre Arendse (#22) se lesionó antes del inicio del torneo. Su reemplazo, Paul Evans, también se lesionó poco después de llegar como recambio. Finalmente, convocaron a Simon Gopane, quien se sentó en el banco de suplentes durante los dos últimos partidos.

### Grupo D

#### Bulgaria
Entrenador:  Hristo Bonev
| No. | Pos. | Jugador            | Fecha de nacimiento (edad)         | Apa. | Club                 |
| --- | ---- | ------------------ | ---------------------------------- | ---- | -------------------- |
| 1   | POR  | Zdravko Zdravkov   | 4 de octubre de 1970 (27 años)     | 16   | Istanbulspor         |
| 2   | DEF  | Radostin Kishishev | 30 de julio de 1974 (23 años)      | 22   | Litex Lovech         |
| 3   | DEF  | Trifon Ivanov      | 27 de julio de 1965 (32 años)      | 72   | CSKA Sofia           |
| 4   | DEF  | Ivaylo Petkov      | 24 de marzo de 1976 (22 años)      | 10   | Litex Lovech         |
| 5   | MED  | Ivaylo Yordanov    | 22 de abril de 1968 (30 años)      | 38   | Sporting CP          |
| 6   | MED  | Zlatko Yankov      | 7 de junio de 1966 (32 años)       | 67   | Beşiktaş             |
| 7   | DEL  | Emil Kostadinov    | 12 de agosto de 1967 (30 años)     | 67   | CSKA Sofia           |
| 8   | DEL  | Hristo Stoichkov   | 8 de febrero de 1966 (32 años)     | 70   | CSKA Sofia           |
| 9   | DEL  | Lyuboslav Penev    | 31 de agosto de 1966 (31 años)     | 58   | Compostela           |
| 10  | MED  | Krasimir Balakov   | 29 de marzo de 1966 (32 años)      | 66   | VfB Stuttgart        |
| 11  | MED  | Ilian Iliev        | 2 de julio de 1968 (29 años)       | 15   | Bursaspor            |
| 12  | POR  | Borislav Mihaylov  | 12 de febrero de 1963 (35 años)    | 96   | Slavia Sofia         |
| 13  | DEF  | Gosho Ginchev      | 2 de diciembre de 1969 (28 años)   | 15   | Antalyaspor          |
| 14  | MED  | Marian Hristov     | 29 de julio de 1973 (24 años)      | 9    | 1. FC Kaiserslautern |
| 15  | DEF  | Adalbert Zafirov   | 29 de septiembre de 1969 (28 años) | 6    | Arminia Bielefeld    |
| 16  | MED  | Anatoli Nankov     | 15 de julio de 1969 (28 años)      | 15   | Lokomotiv Sofia      |
| 17  | MED  | Stoycho Stoilov    | 15 de octubre de 1971 (26 años)    | 1    | Litex Lovech         |
| 18  | MED  | Daniel Borimirov   | 15 de enero de 1970 (28 años)      | 36   | 1860 Munich          |
| 19  | DEL  | Georgi Bachev      | 18 de abril de 1977 (21 años)      | 4    | Slavia Sofia         |
| 20  | DEL  | Georgi Ivanov      | 2 de julio de 1976 (21 años)       | 4    | Levski Sofia         |
| 21  | DEF  | Rosen Kirilov      | 4 de enero de 1973 (25 años)       | 3    | Litex Lovech         |
| 22  | MED  | Milen Petkov       | 12 de enero de 1974 (24 años)      | 5    | CSKA Sofia           |

#### Nigeria
Entrenador:  Bora Milutinović
| No. | Pos. | Jugador            | Fecha de nacimiento (edad)         | Apa. | Club                |
| --- | ---- | ------------------ | ---------------------------------- | ---- | ------------------- |
| 1   | POR  | Peter Rufai        | 24 de agosto de 1963 (34 años)     | 45   | Deportivo La Coruña |
| 2   | DEF  | Mobi Oparaku       | 1 de diciembre de 1976 (21 años)   | 3    | Kapellen            |
| 3   | DEF  | Celestine Babayaro | 29 de agosto de 1978 (19 años)     | 6    | Chelsea             |
| 4   | DEL  | Nwankwo Kanu       | 1 de agosto de 1976 (21 años)      | 7    | Inter Milan         |
| 5   | DEF  | Uche Okechukwu     | 27 de septiembre de 1967 (30 años) | 41   | Fenerbahçe          |
| 6   | DEF  | Taribo West        | 26 de marzo de 1974 (24 años)      | 8    | Inter Milan         |
| 7   | MED  | Finidi George      | 15 de abril de 1971 (27 años)      | 36   | Real Betis          |
| 8   | MED  | Mutiu Adepoju      | 22 de diciembre de 1970 (27 años)  | 35   | Real Sociedad       |
| 9   | DEL  | Rashidi Yekini     | 23 de octubre de 1963 (34 años)    | 63   | Zürich              |
| 10  | MED  | Jay-Jay Okocha     | 14 de agosto de 1973 (24 años)     | 26   | Fenerbahçe          |
| 11  | MED  | Garba Lawal        | 22 de mayo de 1974 (24 años)       | 3    | Roda JC             |
| 12  | POR  | Willy Okpara       | 7 de mayo de 1968 (30 años)        | 5    | Orlando Pirates     |
| 13  | MED  | Tijani Babangida   | 25 de septiembre de 1973 (24 años) | 4    | Ajax                |
| 14  | DEL  | Daniel Amokachi    | 30 de diciembre de 1972 (25 años)  | 43   | Beşiktaş            |
| 15  | MED  | Sunday Oliseh      | 14 de septiembre de 1974 (23 años) | 22   | Ajax                |
| 16  | DEF  | Uche Okafor        | 8 de agosto de 1967 (30 años)      | 33   | Kansas City Wizards |
| 17  | DEF  | Augustine Eguavoen | 19 de agosto de 1965 (32 años)     | 52   | Torpedo Moscow      |
| 18  | MED  | Wilson Oruma       | 30 de diciembre de 1976 (21 años)  | 4    | Lens                |
| 19  | DEF  | Benedict Iroha     | 29 de noviembre de 1969 (28 años)  | 33   | Elche               |
| 20  | DEL  | Victor Ikpeba      | 12 de junio de 1973 (24 años)      | 15   | Monaco              |
| 21  | DEF  | Godwin Okpara      | 20 de septiembre de 1972 (25 años) | 6    | Strasbourg          |
| 22  | POR  | Abiodun Baruwa     | 16 de noviembre de 1974 (23 años)  | 3    | Sion                |

#### Paraguay
Entrenador:  Paulo César Carpegiani
| No. | Pos. | Jugador              | Fecha de nacimiento (edad)         | Apa. | Club               |
| --- | ---- | -------------------- | ---------------------------------- | ---- | ------------------ |
| 1   | POR  | José Luis Chilavert  | 27 de julio de 1965 (32 años)      | 40   | Vélez Sársfield    |
| 2   | DEF  | Francisco Arce       | 2 de abril de 1971 (27 años)       | 28   | Palmeiras          |
| 3   | DEF  | Catalino Rivarola    | 30 de abril de 1965 (33 años)      | 49   | Grêmio             |
| 4   | DEF  | Carlos Gamarra       | 17 de febrero de 1971 (27 años)    | 48   | Corinthians        |
| 5   | DEF  | Celso Ayala          | 20 de agosto de 1970 (27 años)     | 42   | River Plate        |
| 6   | DEF  | Edgar Aguilera       | 28 de julio de 1975 (22 años)      | 1    | Cerro Corá         |
| 7   | MED  | Julio César Yegros   | 31 de enero de 1971 (27 años)      | 6    | Cruz Azul          |
| 8   | DEL  | Arístides Rojas      | 12 de agosto de 1968 (29 años)     | 5    | Unión de Santa Fe  |
| 9   | DEL  | José Cardozo         | 19 de marzo de 1971 (27 años)      | 12   | Toluca             |
| 10  | MED  | Roberto Acuña        | 25 de marzo de 1972 (26 años)      | 40   | Zaragoza           |
| 11  | DEF  | Pedro Sarabia        | 5 de julio de 1975 (22 años)       | 20   | River Plate        |
| 12  | POR  | Danilo Aceval        | 15 de septiembre de 1975 (22 años) | 3    | Unión de Santa Fe  |
| 13  | MED  | Carlos Paredes       | 16 de julio de 1976 (21 años)      | 3    | Olimpia            |
| 14  | DEF  | Ricardo Rojas        | 26 de enero de 1971 (27 años)      | 6    | Estudiantes        |
| 15  | DEL  | Miguel Ángel Benítez | 19 de mayo de 1970 (28 años)       | 32   | Espanyol           |
| 16  | MED  | Julio César Enciso   | 5 de agosto de 1974 (23 años)      | 4    | Internacional      |
| 17  | DEL  | Hugo Brizuela        | 8 de febrero de 1969 (29 años)     | 11   | Argentinos Juniors |
| 18  | DEL  | César Ramírez        | 21 de marzo de 1977 (21 años)      | 3    | Sporting CP        |
| 19  | MED  | Carlos Morales       | 4 de noviembre de 1968 (29 años)   | 0    | Gimnasia de Jujuy  |
| 20  | DEF  | Denis Caniza         | 29 de agosto de 1974 (23 años)     | 8    | Olimpia            |
| 21  | MED  | Jorge Luis Campos    | 11 de agosto de 1970 (27 años)     | 10   | Beijing Guo'an     |
| 22  | POR  | Rubén Ruiz Díaz      | 11 de noviembre de 1969 (28 años)  | 12   | Monterrey          |

#### España
Entrenador:  Javier Clemente
| No. | Pos. | Jugador            | Fecha de nacimiento (edad)         | Apa. | Club            |
| --- | ---- | ------------------ | ---------------------------------- | ---- | --------------- |
| 1   | POR  | Andoni Zubizarreta | 23 de octubre de 1961 (36 años)    | 123  | Valencia        |
| 2   | DEF  | Albert Ferrer      | 6 de junio de 1970 (28 años)       | 34   | Barcelona       |
| 3   | DEF  | Agustín Aranzabal  | 15 de marzo de 1973 (25 años)      | 6    | Real Sociedad   |
| 4   | DEF  | Rafael Alkorta     | 16 de septiembre de 1968 (29 años) | 48   | Athletic Bilbao |
| 5   | DEF  | Abelardo           | 19 de marzo de 1970 (28 años)      | 40   | Barcelona       |
| 6   | DEF  | Fernando Hierro    | 23 de marzo de 1968 (30 años)      | 55   | Real Madrid     |
| 7   | DEL  | Fernando Morientes | 5 de abril de 1976 (22 años)       | 2    | Real Madrid     |
| 8   | MED  | Julen Guerrero     | 7 de enero de 1974 (24 años)       | 31   | Athletic Bilbao |
| 9   | DEL  | Juan Antonio Pizzi | 7 de junio de 1968 (30 años)       | 21   | Barcelona       |
| 10  | DEL  | Raúl               | 27 de junio de 1977 (20 años)      | 13   | Real Madrid     |
| 11  | DEL  | Alfonso            | 26 de septiembre de 1972 (25 años) | 26   | Real Betis      |
| 12  | DEF  | Sergi              | 28 de diciembre de 1971 (26 años)  | 33   | Barcelona       |
| 13  | POR  | Santiago Cañizares | 18 de diciembre de 1969 (28 años)  | 10   | Real Madrid     |
| 14  | DEF  | Iván Campo         | 21 de febrero de 1974 (24 años)    | 2    | Mallorca        |
| 15  | DEF  | Carlos Aguilera    | 22 de mayo de 1969 (29 años)       | 4    | Atlético Madrid |
| 16  | MED  | Albert Celades     | 29 de septiembre de 1975 (22 años) | 1    | Barcelona       |
| 17  | MED  | Joseba Etxeberria  | 5 de septiembre de 1977 (20 años)  | 4    | Athletic Bilbao |
| 18  | MED  | Guillermo Amor     | 4 de diciembre de 1967 (30 años)   | 33   | Barcelona       |
| 19  | DEL  | Kiko               | 26 de abril de 1972 (26 años)      | 21   | Atlético Madrid |
| 20  | DEF  | Miguel Ángel Nadal | 28 de julio de 1966 (31 años)      | 43   | Barcelona       |
| 21  | MED  | Luis Enrique       | 8 de mayo de 1970 (28 años)        | 35   | Barcelona       |
| 22  | POR  | José Molina        | 8 de agosto de 1970 (27 años)      | 1    | Atlético Madrid |

### Grupo E

#### Bélgica
Entrenador:  Georges Leekens
| No. | Pos. | Jugador              | Fecha de nacimiento (edad)         | Apa. | Club            |
| --- | ---- | -------------------- | ---------------------------------- | ---- | --------------- |
| 1   | POR  | Filip De Wilde       | 5 de julio de 1964 (33 años)       | 25   | Anderlecht      |
| 2   | DEF  | Bertrand Crasson     | 5 de octubre de 1971 (26 años)     | 19   | Napoli          |
| 3   | DEF  | Lorenzo Staelens     | 30 de abril de 1964 (34 años)      | 52   | Club Brugge     |
| 4   | DEF  | Gordan Vidović       | 23 de junio de 1968 (29 años)      | 11   | Mouscron        |
| 5   | DEF  | Vital Borkelmans     | 1 de junio de 1963 (35 años)       | 22   | Club Brugge     |
| 6   | MED  | Franky Van Der Elst  | 30 de abril de 1961 (37 años)      | 86   | Club Brugge     |
| 7   | MED  | Marc Wilmots         | 22 de febrero de 1969 (29 años)    | 37   | Schalke 04      |
| 8   | DEL  | Luis Oliveira        | 24 de marzo de 1969 (29 años)      | 29   | Fiorentina      |
| 9   | DEL  | Mbo Mpenza           | 4 de diciembre de 1976 (21 años)   | 8    | Standard Liège  |
| 10  | DEL  | Luc Nilis            | 25 de mayo de 1967 (31 años)       | 51   | PSV Eindhoven   |
| 11  | MED  | Nico Van Kerckhoven  | 14 de diciembre de 1970 (27 años)  | 17   | Lierse          |
| 12  | POR  | Philippe Vande Walle | 22 de diciembre de 1961 (36 años)  | 4    | Eendracht Aalst |
| 13  | POR  | Dany Verlinden       | 15 de agosto de 1963 (34 años)     | 1    | Club Brugge     |
| 14  | MED  | Enzo Scifo           | 19 de febrero de 1966 (32 años)    | 84   | Anderlecht      |
| 15  | MED  | Philippe Clement     | 22 de marzo de 1974 (24 años)      | 8    | Genk            |
| 16  | DEF  | Glen De Boeck        | 22 de agosto de 1971 (26 años)     | 12   | Anderlecht      |
| 17  | DEF  | Mike Verstraeten     | 12 de agosto de 1967 (30 años)     | 6    | Germinal Ekeren |
| 18  | DEL  | Gert Verheyen        | 20 de septiembre de 1970 (27 años) | 17   | Club Brugge     |
| 19  | DEF  | Eric Van Meir        | 28 de febrero de 1968 (30 años)    | 14   | Lierse          |
| 20  | DEL  | Émile Mpenza         | 4 de julio de 1978 (19 años)       | 13   | Standard Liège  |
| 21  | MED  | Danny Boffin         | 10 de julio de 1965 (32 años)      | 40   | Metz            |
| 22  | DEF  | Éric Deflandre       | 2 de agosto de 1973 (24 años)      | 12   | Club Brugge     |

#### México
Entrenador:  Manuel Lapuente
| No. | Pos. | Jugador             | Fecha de nacimiento (edad)         | Apa. | Club         |
| --- | ---- | ------------------- | ---------------------------------- | ---- | ------------ |
| 1   | POR  | Jorge Campos        | 15 de octubre de 1966 (31 años)    | 106  | Chicago Fire |
| 2   | DEF  | Claudio Suárez      | 17 de diciembre de 1968 (29 años)  | 121  | Guadalajara  |
| 3   | DEF  | Joel Sánchez        | 17 de agosto de 1974 (23 años)     | 20   | Guadalajara  |
| 4   | MED  | Germán Villa        | 2 de abril de 1973 (25 años)       | 36   | América      |
| 5   | DEF  | Duilio Davino       | 21 de marzo de 1976 (22 años)      | 48   | América      |
| 6   | MED  | Marcelino Bernal    | 27 de mayo de 1962 (36 años)       | 72   | Monterrey    |
| 7   | MED  | Ramón Ramírez       | 5 de diciembre de 1969 (28 años)   | 92   | Guadalajara  |
| 8   | MED  | Alberto García Aspe | 11 de mayo de 1967 (31 años)       | 82   | América      |
| 9   | DEL  | Ricardo Peláez      | 14 de marzo de 1963 (35 años)      | 41   | América      |
| 10  | DEL  | Luis García Postigo | 1 de junio de 1969 (29 años)       | 89   | Atlante      |
| 11  | DEL  | Cuauhtémoc Blanco   | 17 de enero de 1973 (25 años)      | 42   | Necaxa       |
| 12  | POR  | Oswaldo Sánchez     | 21 de septiembre de 1973 (24 años) | 9    | América      |
| 13  | MED  | Pável Pardo         | 26 de julio de 1976 (21 años)      | 43   | Atlas        |
| 14  | MED  | Raúl Lara           | 28 de febrero de 1973 (25 años)    | 24   | América      |
| 15  | DEL  | Luis Hernández      | 22 de diciembre de 1968 (29 años)  | 46   | Necaxa       |
| 16  | DEF  | Isaac Terrazas      | 17 de abril de 1975 (23 años)      | 7    | América      |
| 17  | DEL  | Francisco Palencia  | 28 de abril de 1973 (25 años)      | 27   | Cruz Azul    |
| 18  | DEF  | Salvador Carmona    | 22 de agosto de 1975 (22 años)     | 16   | Toluca       |
| 19  | MED  | Braulio Luna        | 8 de septiembre de 1974 (23 años)  | 15   | UNAM         |
| 20  | MED  | Jaime Ordiales      | 23 de diciembre de 1963 (34 años)  | 21   | Toluca       |
| 21  | MED  | Jesús Arellano      | 8 de mayo de 1973 (25 años)        | 7    | Guadalajara  |
| 22  | POR  | Oscar Pérez         | 1 de febrero de 1973 (25 años)     | 8    | Cruz Azul    |

#### Países Bajos
Entrenador:  Guus Hiddink
| No. | Pos. | Jugador                  | Fecha de nacimiento (edad)        | Apa. | Club              |
| --- | ---- | ------------------------ | --------------------------------- | ---- | ----------------- |
| 1   | POR  | Edwin van der Sar        | 29 de octubre de 1970 (27 años)   | 25   | Ajax              |
| 2   | DEF  | Michael Reiziger         | 3 de mayo de 1973 (25 años)       | 26   | Barcelona         |
| 3   | DEF  | Jaap Stam                | 17 de julio de 1972 (25 años)     | 14   | PSV Eindhoven     |
| 4   | DEF  | Frank de Boer            | 15 de mayo de 1970 (28 años)      | 55   | Ajax              |
| 5   | DEF  | Arthur Numan             | 14 de diciembre de 1969 (28 años) | 29   | PSV Eindhoven     |
| 6   | MED  | Wim Jonk                 | 12 de octubre de 1966 (31 años)   | 42   | PSV Eindhoven     |
| 7   | MED  | Ronald de Boer           | 15 de mayo de 1970 (28 años)      | 41   | Ajax              |
| 8   | DEL  | Dennis Bergkamp          | 10 de mayo de 1969 (29 años)      | 57   | Arsenal           |
| 9   | DEL  | Patrick Kluivert         | 1 de julio de 1976 (21 años)      | 19   | Milan             |
| 10  | MED  | Clarence Seedorf         | 1 de abril de 1976 (22 años)      | 31   | Real Madrid       |
| 11  | MED  | Phillip Cocu             | 29 de octubre de 1970 (27 años)   | 20   | PSV Eindhoven     |
| 12  | MED  | Boudewijn Zenden         | 15 de agosto de 1976 (21 años)    | 6    | PSV Eindhoven     |
| 13  | DEF  | André Ooijer             | 11 de julio de 1974 (23 años)     | 0    | PSV Eindhoven     |
| 14  | MED  | Marc Overmars            | 29 de marzo de 1973 (25 años)     | 40   | Arsenal           |
| 15  | DEF  | Winston Bogarde          | 22 de octubre de 1970 (27 años)   | 14   | Barcelona         |
| 16  | MED  | Edgar Davids             | 13 de marzo de 1973 (25 años)     | 12   | Juventus          |
| 17  | DEL  | Pierre van Hooijdonk     | 29 de noviembre de 1969 (28 años) | 12   | Nottingham Forest |
| 18  | POR  | Ed de Goey               | 20 de diciembre de 1966 (31 años) | 31   | Chelsea           |
| 19  | MED  | Giovanni van Bronckhorst | 5 de febrero de 1975 (23 años)    | 8    | Feyenoord         |
| 20  | MED  | Aron Winter              | 1 de marzo de 1967 (31 años)      | 72   | Inter Milan       |
| 21  | DEL  | Jimmy Floyd Hasselbaink  | 27 de marzo de 1972 (26 años)     | 3    | Leeds United      |
| 22  | POR  | Ruud Hesp                | 31 de octubre de 1965 (32 años)   | 0    | Barcelona         |

#### Corea del Sur
Entrenador:  Cha Bum-kun (despedido después de los primeros dos partidos, reemplazado por  Kim Pyung-seok para el último encuentro)
| No. | Pos. | Jugador         | Fecha de nacimiento (edad)         | Apa. | Club                    |
| --- | ---- | --------------- | ---------------------------------- | ---- | ----------------------- |
| 1   | POR  | Kim Byung-ji    | 8 de abril de 1970 (28 años)       | 34   | Ulsan Hyundai Horangi   |
| 2   | MED  | Choi Sung-yong  | 25 de diciembre de 1975 (22 años)  | 27   | Sangmu                  |
| 3   | DEF  | Lee Lim-saeng   | 18 de noviembre de 1971 (26 años)  | 17   | Bucheon SK              |
| 4   | DEF  | Choi Young-il   | 25 de abril de 1966 (32 años)      | 54   | Busan Daewoo Royals     |
| 5   | DEF  | Lee Min-sung    | 23 de junio de 1973 (24 años)      | 29   | Busan Daewoo Royals     |
| 6   | DEF  | Yoo Sang-chul   | 18 de octubre de 1971 (26 años)    | 57   | Ulsan Hyundai Horangi   |
| 7   | MED  | Kim Do-keun     | 2 de marzo de 1972 (26 años)       | 13   | Jeonnam Dragons         |
| 8   | MED  | Noh Jung-yoon   | 28 de marzo de 1971 (27 años)      | 36   | NAC Breda               |
| 9   | DEL  | Kim Do-hoon     | 21 de julio de 1970 (27 años)      | 37   | Vissel Kobe             |
| 10  | DEL  | Choi Yong-soo   | 10 de septiembre de 1973 (24 años) | 33   | Sangmu                  |
| 11  | DEL  | Seo Jung-won    | 17 de diciembre de 1970 (27 años)  | 73   | Strasbourg              |
| 12  | DEF  | Lee Sang-hun    | 11 de octubre de 1975 (22 años)    | 13   | Anyang LG Cheetahs      |
| 13  | DEF  | Kim Tae-young   | 8 de noviembre de 1970 (27 años)   | 35   | Jeonnam Dragons         |
| 14  | MED  | Ko Jong-soo     | 30 de octubre de 1978 (19 años)    | 22   | Suwon Samsung Bluewings |
| 15  | MED  | Lee Sang-yoon   | 10 de abril de 1969 (29 años)      | 28   | Cheonan Ilhwa Chunma    |
| 16  | DEF  | Jang Hyung-seok | 7 de julio de 1972 (25 años)       | 7    | Ulsan Hyundai Horangi   |
| 17  | MED  | Ha Seok-ju      | 20 de febrero de 1968 (30 años)    | 82   | Cerezo Osaka            |
| 18  | DEL  | Hwang Sun-hong  | 14 de julio de 1968 (29 años)      | 78   | Pohang Steelers         |
| 19  | DEF  | Jang Dae-il     | 9 de marzo de 1975 (23 años)       | 14   | Cheonan Ilhwa Chunma    |
| 20  | DEF  | Hong Myung-bo   | 12 de febrero de 1969 (29 años)    | 94   | Bellmare Hiratsuka      |
| 21  | DEL  | Lee Dong-gook   | 29 de abril de 1979 (19 años)      | 0    | Pohang Steelers         |
| 22  | POR  | Seo Dong-myung  | 4 de mayo de 1974 (24 años)        | 21   | Sangmu                  |

### Grupo F

#### Alemania
Entrenador:  Berti Vogts
| No. | Pos. | Jugador          | Fecha de nacimiento (edad)        | Apa. | Club                 |
| --- | ---- | ---------------- | --------------------------------- | ---- | -------------------- |
| 1   | POR  | Andreas Köpke    | 12 de marzo de 1962 (36 años)     | 54   | Marseille            |
| 2   | DEF  | Christian Wörns  | 10 de mayo de 1972 (26 años)      | 17   | Bayer Leverkusen     |
| 3   | DEF  | Jörg Heinrich    | 6 de diciembre de 1969 (28 años)  | 15   | Borussia Dortmund    |
| 4   | DEF  | Jürgen Kohler    | 6 de octubre de 1965 (32 años)    | 101  | Borussia Dortmund    |
| 5   | DEF  | Thomas Helmer    | 21 de abril de 1965 (33 años)     | 66   | Bayern Munich        |
| 6   | DEF  | Olaf Thon        | 1 de mayo de 1966 (32 años)       | 48   | Schalke 04           |
| 7   | MED  | Andreas Möller   | 2 de septiembre de 1967 (30 años) | 79   | Borussia Dortmund    |
| 8   | DEF  | Lothar Matthäus  | 21 de marzo de 1961 (37 años)     | 125  | Bayern Munich        |
| 9   | DEL  | Ulf Kirsten      | 4 de diciembre de 1965 (32 años)  | 32*  | Bayer Leverkusen     |
| 10  | MED  | Thomas Häßler    | 30 de mayo de 1966 (32 años)      | 93   | Karlsruher SC        |
| 11  | DEL  | Olaf Marschall   | 19 de marzo de 1966 (32 años)     | 7*   | 1. FC Kaiserslautern |
| 12  | POR  | Oliver Kahn      | 15 de junio de 1969 (28 años)     | 10   | Bayern Munich        |
| 13  | MED  | Jens Jeremies    | 5 de marzo de 1974 (24 años)      | 5    | 1860 Munich          |
| 14  | DEF  | Markus Babbel    | 8 de septiembre de 1972 (25 años) | 30   | Bayern Munich        |
| 15  | MED  | Steffen Freund   | 19 de enero de 1970 (28 años)     | 21   | Borussia Dortmund    |
| 16  | MED  | Dietmar Hamann   | 27 de agosto de 1973 (24 años)    | 7    | Bayern Munich        |
| 17  | DEF  | Christian Ziege  | 1 de febrero de 1972 (26 años)    | 37   | Milan                |
| 18  | DEL  | Jürgen Klinsmann | 30 de julio de 1964 (33 años)     | 103  | Tottenham Hotspur    |
| 19  | DEF  | Stefan Reuter    | 16 de octubre de 1966 (31 años)   | 68   | Borussia Dortmund    |
| 20  | DEL  | Oliver Bierhoff  | 1 de mayo de 1968 (30 años)       | 26   | Udinese              |
| 21  | DEF  | Michael Tarnat   | 27 de octubre de 1969 (28 años)   | 12   | Bayern Munich        |
| 22  | POR  | Jens Lehmann     | 10 de noviembre de 1969 (28 años) | 2    | Schalke 04           |

Nota: Kirsten y Marschall también disputaron partidos internacionales para Alemania Democrática (49 y 4, respectivamente).

#### Irán
Entrenador:  Jalal Talebi
| No. | Pos. | Jugador               | Fecha de nacimiento (edad)         | Apa. | Club              |
| --- | ---- | --------------------- | ---------------------------------- | ---- | ----------------- |
| 1   | POR  | Ahmad Reza Abedzadeh  | 25 de mayo de 1966 (32 años)       | 77   | Persépolis        |
| 2   | MED  | Mehdi Mahdavikia      | 24 de julio de 1977 (20 años)      | 29   | Persépolis        |
| 3   | DEF  | Naeim Saadavi         | 16 de junio de 1969 (28 años)      | 8    | Persépolis        |
| 4   | DEF  | Mohammad Khakpour     | 20 de febrero de 1969 (29 años)    | 41   | Bahman            |
| 5   | DEF  | Afshin Peyrovani      | 6 de febrero de 1970 (28 años)     | 40   | Persépolis        |
| 6   | MED  | Karim Bagheri         | 20 de febrero de 1974 (24 años)    | 46   | Arminia Bielefeld |
| 7   | MED  | Alireza Mansourian    | 12 de diciembre de 1971 (26 años)  | 33   | Esteghlal         |
| 8   | MED  | Sirous Dinmohammadi   | 2 de julio de 1970 (27 años)       | 16   | Shahrdari Tabriz  |
| 9   | MED  | Hamid Estili          | 1 de abril de 1967 (31 años)       | 52   | Bahman            |
| 10  | DEL  | Ali Daei              | 21 de marzo de 1969 (29 años)      | 53   | Arminia Bielefeld |
| 11  | DEL  | Khodadad Azizi        | 22 de junio de 1971 (26 años)      | 27   | 1. FC Köln        |
| 12  | POR  | Nima Nakisa           | 1 de mayo de 1975 (23 años)        | 6    | Persépolis        |
| 13  | DEL  | Ali Latifi            | 20 de febrero de 1976 (22 años)    | 0    | Bahman            |
| 14  | DEF  | Nader Mohammadkhani   | 23 de agosto de 1963 (34 años)     | 52   | Polyacryl         |
| 15  | DEF  | Ali Akbar Ostad-Asadi | 17 de septiembre de 1965 (32 años) | 29   | Zob Ahan          |
| 16  | DEF  | Reza Shahroudi        | 21 de febrero de 1972 (26 años)    | 34   | Persépolis        |
| 17  | DEF  | Javad Zarincheh       | 23 de julio de 1966 (31 años)      | 61   | Esteghlal         |
| 18  | MED  | Sattar Hamedani       | 6 de junio de 1974 (24 años)       | 3    | Bahman            |
| 19  | DEL  | Behnam Seraj          | 19 de junio de 1971 (26 años)      | 0    | Sanat Naft        |
| 20  | DEF  | Mehdi Pashazadeh      | 27 de diciembre de 1973 (24 años)  | 4    | Esteghlal         |
| 21  | MED  | Mehrdad Minavand      | 30 de noviembre de 1975 (22 años)  | 27   | Persépolis        |
| 22  | POR  | Parviz Boroumand      | 11 de septiembre de 1972 (25 años) | 0    | Esteghlal         |

#### Estados Unidos
Entrenador:  Steve Sampson
| No. | Pos. | Jugador               | Fecha de nacimiento (edad)         | Apa. | Club                   |
| --- | ---- | --------------------- | ---------------------------------- | ---- | ---------------------- |
| 1   | POR  | Brad Friedel          | 18 de mayo de 1971 (27 años)       | 56   | Liverpool              |
| 2   | DEF  | Frankie Hejduk        | 5 de agosto de 1974 (23 años)      | 11   | Tampa Bay Mutiny       |
| 3   | DEF  | Eddie Pope            | 24 de diciembre de 1973 (24 años)  | 23   | D.C. United            |
| 4   | DEF  | Mike Burns            | 14 de septiembre de 1970 (27 años) | 73   | New England Revolution |
| 5   | MED  | Thomas Dooley         | 5 de diciembre de 1961 (36 años)   | 77   | Columbus Crew          |
| 6   | DEF  | David Regis           | 2 de diciembre de 1968 (29 años)   | 2    | Karlsruher SC          |
| 7   | DEL  | Roy Wegerle           | 19 de marzo de 1964 (34 años)      | 39   | Tampa Bay Mutiny       |
| 8   | MED  | Earnie Stewart        | 28 de marzo de 1969 (29 años)      | 47   | NAC Breda              |
| 9   | DEL  | Joe-Max Moore         | 23 de febrero de 1971 (27 años)    | 68   | New England Revolution |
| 10  | MED  | Tab Ramos             | 21 de septiembre de 1966 (31 años) | 80   | MetroStars             |
| 11  | DEL  | Eric Wynalda          | 9 de junio de 1969 (29 años)       | 100  | San Jose Clash         |
| 12  | DEF  | Jeff Agoos            | 2 de mayo de 1968 (30 años)        | 87   | D.C. United            |
| 13  | MED  | Cobi Jones            | 16 de junio de 1970 (27 años)      | 107  | LA Galaxy              |
| 14  | MED  | Predrag Radosavljević | 24 de junio de 1963 (34 años)      | 24   | Kansas City Wizards    |
| 15  | MED  | Chad Deering          | 2 de septiembre de 1970 (27 años)  | 10   | VfL Wolfsburg          |
| 16  | POR  | Juergen Sommer        | 27 de febrero de 1969 (29 años)    | 8    | Columbus Crew          |
| 17  | DEF  | Marcelo Balboa        | 8 de agosto de 1967 (30 años)      | 126  | Colorado Rapids        |
| 18  | POR  | Kasey Keller          | 29 de noviembre de 1969 (28 años)  | 33   | Leicester City         |
| 19  | MED  | Brian Maisonneuve     | 28 de junio de 1973 (24 años)      | 7    | Columbus Crew          |
| 20  | DEL  | Brian McBride         | 19 de junio de 1972 (25 años)      | 21   | Columbus Crew          |
| 21  | MED  | Claudio Reyna         | 20 de julio de 1973 (24 años)      | 59   | VfL Wolfsburg          |
| 22  | DEF  | Alexi Lalas           | 1 de junio de 1970 (28 años)       | 98   | MetroStars             |

#### RF de Yugoslavia
Entrenador:  Slobodan Santrač
| No. | Pos. | Jugador              | Fecha de nacimiento (edad)         | Apa. | Club                 |
| --- | ---- | -------------------- | ---------------------------------- | ---- | -------------------- |
| 1   | POR  | Ivica Kralj          | 26 de marzo de 1973 (25 años)      | 15   | Partizan             |
| 2   | DEF  | Zoran Mirković       | 21 de septiembre de 1971 (26 años) | 28   | Atalanta             |
| 3   | DEF  | Goran Đorović        | 11 de noviembre de 1971 (26 años)  | 26   | Celta Vigo           |
| 4   | MED  | Slaviša Jokanović    | 16 de agosto de 1968 (29 años)     | 33   | Tenerife             |
| 5   | DEF  | Miroslav Đukić       | 19 de febrero de 1966 (32 años)    | 23   | Valencia             |
| 6   | MED  | Branko Brnović       | 8 de agosto de 1967 (30 años)      | 22   | Espanyol             |
| 7   | MED  | Vladimir Jugović     | 30 de agosto de 1969 (28 años)     | 24   | Lazio                |
| 8   | MED  | Dejan Savićević      | 15 de septiembre de 1966 (31 años) | 49   | Milan                |
| 9   | DEL  | Predrag Mijatović    | 19 de enero de 1969 (29 años)      | 28   | Real Madrid          |
| 10  | MED  | Dragan Stojković     | 3 de marzo de 1965 (33 años)       | 64   | Nagoya Grampus Eight |
| 11  | DEF  | Siniša Mihajlović    | 20 de febrero de 1969 (29 años)    | 30   | Sampdoria            |
| 12  | POR  | Dragoje Leković      | 21 de noviembre de 1967 (30 años)  | 13   | Sporting Gijón       |
| 13  | DEF  | Slobodan Komljenović | 2 de enero de 1971 (27 años)       | 8    | MSV Duisburg         |
| 14  | DEF  | Niša Saveljić        | 23 de febrero de 1970 (28 años)    | 20   | Bordeaux             |
| 15  | MED  | Ljubinko Drulović    | 11 de septiembre de 1968 (29 años) | 16   | Porto                |
| 16  | DEF  | Željko Petrović      | 13 de noviembre de 1965 (32 años)  | 12   | Urawa Red Diamonds   |
| 17  | DEL  | Savo Milošević       | 2 de septiembre de 1973 (24 años)  | 28   | Aston Villa          |
| 18  | MED  | Dejan Govedarica     | 2 de octubre de 1969 (28 años)     | 20   | Lecce                |
| 19  | MED  | Miroslav Stević      | 7 de enero de 1970 (28 años)       | 5    | 1860 Munich          |
| 20  | MED  | Dejan Stanković      | 11 de septiembre de 1978 (19 años) | 3    | Red Star Belgrade    |
| 21  | DEL  | Perica Ognjenović    | 24 de febrero de 1977 (21 años)    | 5    | Red Star Belgrade    |
| 22  | DEL  | Darko Kovačević      | 18 de noviembre de 1973 (24 años)  | 19   | Real Sociedad        |

### Grupo G

#### Colombia
Entrenador:  Hernán Darío Gómez
| No. | Pos. | Jugador             | Fecha de nacimiento (edad)         | Apa. | Club                   |
| --- | ---- | ------------------- | ---------------------------------- | ---- | ---------------------- |
| 1   | POR  | Óscar Córdoba       | 3 de febrero de 1970 (28 años)     | 38   | Boca Juniors           |
| 2   | DEF  | Iván Córdoba        | 11 de agosto de 1976 (21 años)     | 13   | San Lorenzo            |
| 3   | DEF  | Ever Palacios       | 18 de enero de 1969 (29 años)      | 1    | Deportivo Cali         |
| 4   | DEF  | José Santa          | 12 de noviembre de 1970 (27 años)  | 26   | Atlético Nacional      |
| 5   | DEF  | Jorge Bermúdez      | 18 de junio de 1971 (26 años)      | 15   | Boca Juniors           |
| 6   | MED  | Mauricio Serna      | 22 de enero de 1968 (30 años)      | 2    | Boca Juniors           |
| 7   | DEL  | Antony de Ávila     | 21 de diciembre de 1962 (35 años)  | 52   | Barcelona SC           |
| 8   | MED  | John Harold Lozano  | 30 de marzo de 1972 (26 años)      | 13   | Valladolid             |
| 9   | DEL  | Adolfo Valencia     | 6 de febrero de 1968 (30 años)     | 34   | Independiente Medellín |
| 10  | MED  | Carlos Valderrama   | 2 de septiembre de 1961 (36 años)  | 108  | Miami Fusion           |
| 11  | DEL  | Faustino Asprilla   | 10 de noviembre de 1969 (28 años)  | 44   | Parma                  |
| 12  | POR  | Miguel Calero       | 14 de abril de 1971 (27 años)      | 5    | Atlético Nacional      |
| 13  | DEF  | Wilmer Cabrera      | 15 de septiembre de 1967 (30 años) | 45   | Millonarios            |
| 14  | MED  | Jorge Bolaño        | 28 de abril de 1977 (21 años)      | 0    | Atlético Junior        |
| 15  | DEL  | Víctor Aristizábal  | 9 de diciembre de 1971 (26 años)   | 18   | São Paulo              |
| 16  | DEF  | Luis Antonio Moreno | 25 de diciembre de 1970 (27 años)  | 19   | Deportes Tolima        |
| 17  | MED  | Andrés Estrada      | 12 de noviembre de 1967 (30 años)  | 2    | Deportivo Cali         |
| 18  | MED  | John Wilmar Pérez   | 2 de febrero de 1970 (28 años)     | 5    | Deportivo Cali         |
| 19  | MED  | Freddy Rincón       | 14 de agosto de 1966 (31 años)     | 75   | Corinthians            |
| 20  | DEL  | Hamilton Ricard     | 12 de enero de 1974 (24 años)      | 5    | Middlesbrough          |
| 21  | DEL  | Léider Preciado     | 26 de febrero de 1977 (21 años)    | 0    | Independiente Santa Fe |
| 22  | POR  | Faryd Mondragón     | 21 de junio de 1971 (26 años)      | 5    | Independiente          |

#### Inglaterra
Entrenador:  Glenn Hoddle
| No. | Pos. | Jugador          | Fecha de nacimiento (edad)         | Apa. | Club              |
| --- | ---- | ---------------- | ---------------------------------- | ---- | ----------------- |
| 1   | POR  | David Seaman     | 19 de septiembre de 1963 (34 años) | 40   | Arsenal           |
| 2   | DEF  | Sol Campbell     | 18 de septiembre de 1974 (23 años) | 16   | Tottenham Hotspur |
| 3   | DEF  | Graeme Le Saux   | 17 de octubre de 1968 (29 años)    | 25   | Chelsea           |
| 4   | MED  | Paul Ince        | 21 de octubre de 1967 (30 años)    | 39   | Liverpool         |
| 5   | DEF  | Tony Adams       | 10 de octubre de 1966 (31 años)    | 51   | Arsenal           |
| 6   | DEF  | Gareth Southgate | 3 de septiembre de 1970 (27 años)  | 25   | Aston Villa       |
| 7   | MED  | David Beckham    | 2 de mayo de 1975 (23 años)        | 15   | Manchester United |
| 8   | MED  | David Batty      | 2 de diciembre de 1968 (29 años)   | 31   | Newcastle United  |
| 9   | DEL  | Alan Shearer     | 13 de agosto de 1970 (27 años)     | 39   | Newcastle United  |
| 10  | DEL  | Teddy Sheringham | 2 de abril de 1966 (32 años)       | 33   | Manchester United |
| 11  | MED  | Steve McManaman  | 11 de febrero de 1972 (26 años)    | 21   | Liverpool         |
| 12  | DEF  | Gary Neville     | 18 de febrero de 1975 (23 años)    | 27   | Manchester United |
| 13  | POR  | Nigel Martyn     | 11 de agosto de 1966 (31 años)     | 7    | Leeds United      |
| 14  | MED  | Darren Anderton  | 3 de marzo de 1972 (26 años)       | 18   | Tottenham Hotspur |
| 15  | MED  | Paul Merson      | 20 de marzo de 1968 (30 años)      | 18   | Middlesbrough     |
| 16  | MED  | Paul Scholes     | 16 de noviembre de 1974 (23 años)  | 7    | Manchester United |
| 17  | MED  | Rob Lee          | 1 de febrero de 1966 (32 años)     | 17   | Newcastle United  |
| 18  | DEF  | Martin Keown     | 24 de julio de 1966 (31 años)      | 18   | Arsenal           |
| 19  | DEL  | Les Ferdinand    | 18 de diciembre de 1966 (31 años)  | 17   | Tottenham Hotspur |
| 20  | DEL  | Michael Owen     | 14 de diciembre de 1979 (18 años)  | 5    | Liverpool         |
| 21  | DEF  | Rio Ferdinand    | 7 de noviembre de 1978 (19 años)   | 3    | West Ham United   |
| 22  | POR  | Tim Flowers      | 3 de febrero de 1967 (31 años)     | 11   | Blackburn Rovers  |

#### Rumania
Entrenador:  Anghel Iordănescu
| No. | Pos. | Jugador             | Fecha de nacimiento (edad)         | Apa. | Club               |
| --- | ---- | ------------------- | ---------------------------------- | ---- | ------------------ |
| 1   | POR  | Dumitru Stângaciu   | 9 de agosto de 1964 (33 años)      | 5    | Kocaelispor        |
| 2   | DEF  | Dan Petrescu        | 22 de diciembre de 1967 (30 años)  | 68   | Chelsea            |
| 3   | DEF  | Cristian Dulca      | 25 de septiembre de 1972 (25 años) | 5    | Rapid București    |
| 4   | DEF  | Anton Doboș         | 13 de octubre de 1965 (32 años)    | 21   | AEK Athens         |
| 5   | MED  | Constantin Gâlcă    | 8 de marzo de 1972 (26 años)       | 32   | Espanyol           |
| 6   | DEF  | Gheorghe Popescu    | 9 de octubre de 1967 (30 años)     | 78   | Galatasaray        |
| 7   | DEL  | Marius Lăcătuș      | 5 de abril de 1964 (34 años)       | 81   | Steaua București   |
| 8   | MED  | Dorinel Munteanu    | 25 de junio de 1968 (29 años)      | 63   | 1. FC Köln         |
| 9   | DEL  | Viorel Moldovan     | 8 de julio de 1972 (25 años)       | 24   | Coventry City      |
| 10  | MED  | Gheorghe Hagi       | 5 de febrero de 1965 (33 años)     | 111  | Galatasaray        |
| 11  | DEL  | Adrian Ilie         | 20 de abril de 1974 (24 años)      | 20   | Valencia           |
| 12  | POR  | Bogdan Stelea       | 5 de diciembre de 1967 (30 años)   | 46   | Salamanca          |
| 13  | DEF  | Liviu Ciobotariu    | 26 de marzo de 1971 (27 años)      | 4    | Național București |
| 14  | MED  | Radu Niculescu      | 2 de marzo de 1975 (23 años)       | 11   | Național București |
| 15  | MED  | Lucian Marinescu    | 24 de junio de 1972 (25 años)      | 4    | Rapid București    |
| 16  | MED  | Gabriel Popescu     | 23 de diciembre de 1973 (24 años)  | 12   | Salamanca          |
| 17  | DEL  | Ilie Dumitrescu     | 6 de enero de 1969 (29 años)       | 62   | Atlante            |
| 18  | MED  | Iulian Filipescu    | 29 de marzo de 1974 (24 años)      | 15   | Galatasaray        |
| 19  | MED  | Ovidiu Stîngă       | 5 de diciembre de 1972 (25 años)   | 19   | PSV Eindhoven      |
| 20  | DEF  | Tibor Selymes       | 14 de mayo de 1970 (28 años)       | 44   | Anderlecht         |
| 21  | DEL  | Gheorghe Craioveanu | 14 de febrero de 1968 (30 años)    | 18   | Real Sociedad      |
| 22  | POR  | Florin Prunea       | 8 de agosto de 1968 (29 años)      | 35   | Universitatea Cluj |

#### Túnez
Entrenador:  Henryk Kasperczak (despedido después de los primeros dos partidos, reemplazado por  Ali Selmi para el último encuentro)
| No. | Pos. | Jugador           | Fecha de nacimiento (edad)        | Apa. | Club               |
| --- | ---- | ----------------- | --------------------------------- | ---- | ------------------ |
| 1   | POR  | Chokri El Ouaer   | 15 de agosto de 1966 (31 años)    | 51   | Espérance de Tunis |
| 2   | DEL  | Imed Ben Younes   | 16 de junio de 1974 (23 años)     | 7    | Étoile du Sahel    |
| 3   | DEF  | Sami Trabelsi     | 4 de febrero de 1968 (30 años)    | 45   | CS Sfaxien         |
| 4   | DEF  | Mounir Boukadida  | 24 de octubre de 1967 (30 años)   | 30   | Étoile du Sahel    |
| 5   | DEF  | Hatem Trabelsi    | 25 de enero de 1977 (21 años)     | 2    | CS Sfaxien         |
| 6   | DEF  | Ferid Chouchane   | 19 de abril de 1973 (25 años)     | 26   | Étoile du Sahel    |
| 7   | DEF  | Tarek Thabet      | 16 de agosto de 1971 (26 años)    | 43   | Espérance de Tunis |
| 8   | MED  | Zoubeir Baya      | 15 de mayo de 1971 (27 años)      | 44   | SC Freiburg        |
| 9   | DEL  | Riadh Jelassi     | 7 de julio de 1971 (26 años)      | 13   | Étoile du Sahel    |
| 10  | MED  | Kaies Ghodhbane   | 7 de enero de 1976 (22 años)      | 46   | Étoile du Sahel    |
| 11  | DEL  | Adel Sellimi      | 16 de noviembre de 1972 (25 años) | 57   | Real Jaén          |
| 12  | DEL  | Mourad Melki      | 9 de mayo de 1975 (23 años)       | 2    | Olympique Béja     |
| 13  | MED  | Riadh Bouazizi    | 8 de abril de 1973 (25 años)      | 24   | Étoile du Sahel    |
| 14  | MED  | Sirajeddine Chihi | 16 de abril de 1970 (28 años)     | 47   | Espérance de Tunis |
| 15  | MED  | Skander Souayah   | 20 de noviembre de 1972 (25 años) | 31   | CS Sfaxien         |
| 16  | POR  | Radhouane Salhi   | 18 de diciembre de 1967 (30 años) | 5    | Étoile du Sahel    |
| 17  | MED  | José Clayton      | 21 de marzo de 1974 (24 años)     | 4    | Étoile du Sahel    |
| 18  | DEL  | Mehdi Ben Slimane | 1 de enero de 1974 (24 años)      | 32   | SC Freiburg        |
| 19  | MED  | Faysal Ben Ahmed  | 7 de marzo de 1973 (25 años)      | 2    | Espérance de Tunis |
| 20  | DEF  | Sabri Jaballah    | 28 de junio de 1973 (24 años)     | 20   | Club Africain      |
| 21  | DEF  | Khaled Badra      | 8 de abril de 1973 (25 años)      | 26   | Espérance de Tunis |
| 22  | POR  | Ali Boumnijel     | 13 de abril de 1966 (32 años)     | 12   | Bastia             |

### Grupo H

#### Argentina
Entrenador:  Daniel Passarella
| No. | Pos. | Jugador              | Fecha de nacimiento (edad)         | Apa. | Club            |
| --- | ---- | -------------------- | ---------------------------------- | ---- | --------------- |
| 1   | POR  | Carlos Roa           | 15 de agosto de 1969 (28 años)     | 10   | Mallorca        |
| 2   | DEF  | Roberto Ayala        | 14 de abril de 1973 (25 años)      | 37   | Napoli          |
| 3   | DEF  | José Chamot          | 17 de mayo de 1969 (29 años)       | 31   | Lazio           |
| 4   | DEF  | Mauricio Pineda      | 13 de julio de 1975 (22 años)      | 7    | Boca Juniors    |
| 5   | MED  | Matías Almeyda       | 21 de diciembre de 1973 (24 años)  | 24   | Lazio           |
| 6   | DEF  | Roberto Sensini      | 12 de octubre de 1966 (31 años)    | 44   | Parma           |
| 7   | DEL  | Claudio López        | 17 de julio de 1974 (23 años)      | 25   | Valencia        |
| 8   | MED  | Diego Simeone        | 28 de abril de 1970 (28 años)      | 69   | Inter Milan     |
| 9   | DEL  | Gabriel Batistuta    | 1 de febrero de 1969 (29 años)     | 61   | Fiorentina      |
| 10  | MED  | Ariel Ortega         | 4 de marzo de 1974 (24 años)       | 50   | Valencia        |
| 11  | MED  | Juan Sebastián Verón | 9 de marzo de 1975 (23 años)       | 17   | Sampdoria       |
| 12  | POR  | Germán Burgos        | 16 de abril de 1969 (29 años)      | 9    | River Plate     |
| 13  | DEF  | Pablo Paz            | 27 de enero de 1973 (25 años)      | 15   | Tenerife        |
| 14  | DEF  | Nelson Vivas         | 18 de octubre de 1969 (28 años)    | 11   | Lugano          |
| 15  | MED  | Leonardo Astrada     | 6 de enero de 1970 (28 años)       | 20   | River Plate     |
| 16  | MED  | Sergio Berti         | 17 de septiembre de 1969 (28 años) | 15   | River Plate     |
| 17  | POR  | Pablo Cavallero      | 13 de abril de 1974 (24 años)      | 8    | Vélez Sársfield |
| 18  | DEL  | Abel Balbo           | 1 de junio de 1966 (32 años)       | 34   | Roma            |
| 19  | DEL  | Hernán Crespo        | 5 de julio de 1975 (22 años)       | 18   | Parma           |
| 20  | MED  | Marcelo Gallardo     | 18 de enero de 1976 (22 años)      | 23   | River Plate     |
| 21  | DEL  | Marcelo Delgado      | 24 de marzo de 1973 (25 años)      | 13   | Racing Club     |
| 22  | DEF  | Javier Zanetti       | 10 de agosto de 1973 (24 años)     | 30   | Inter Milan     |

#### Croacia
Entrenador:  Miroslav Blažević
| No. | Pos. | Jugador           | Fecha de nacimiento (edad)         | Apa. | Club                 |
| --- | ---- | ----------------- | ---------------------------------- | ---- | -------------------- |
| 1   | POR  | Dražen Ladić      | 1 de enero de 1963 (35 años)       | 41   | Croatia Zagreb       |
| 2   | DEL  | Petar Krpan       | 1 de julio de 1974 (23 años)       | 1    | Osijek               |
| 3   | DEF  | Anthony Šerić     | 15 de enero de 1979 (19 años)      | 3    | Hajduk Split         |
| 4   | DEF  | Igor Štimac       | 6 de septiembre de 1967 (30 años)  | 29   | Derby County         |
| 5   | DEF  | Goran Jurić       | 5 de febrero de 1963 (35 años)     | 11   | Croatia Zagreb       |
| 6   | DEF  | Slaven Bilić      | 11 de septiembre de 1968 (29 años) | 36   | Everton              |
| 7   | MED  | Aljoša Asanović   | 14 de diciembre de 1965 (32 años)  | 39   | Napoli               |
| 8   | MED  | Robert Prosinečki | 12 de enero de 1969 (29 años)      | 29   | Croatia Zagreb       |
| 9   | DEL  | Davor Šuker       | 1 de enero de 1968 (30 años)       | 36   | Real Madrid          |
| 10  | MED  | Zvonimir Boban    | 8 de octubre de 1968 (29 años)     | 35   | Milan                |
| 11  | MED  | Silvio Marić      | 20 de marzo de 1975 (23 años)      | 7    | Croatia Zagreb       |
| 12  | POR  | Marjan Mrmić      | 6 de mayo de 1965 (33 años)        | 12   | Beşiktaş             |
| 13  | MED  | Mario Stanić      | 10 de abril de 1972 (26 años)      | 16   | Parma                |
| 14  | MED  | Zvonimir Soldo    | 2 de noviembre de 1967 (30 años)   | 26   | VfB Stuttgart        |
| 15  | DEF  | Igor Tudor        | 16 de abril de 1978 (20 años)      | 5    | Hajduk Split         |
| 16  | DEL  | Ardian Kozniku    | 27 de octubre de 1967 (30 años)    | 7    | Bastia               |
| 17  | DEF  | Robert Jarni      | 26 de octubre de 1968 (29 años)    | 38   | Real Betis           |
| 18  | MED  | Zoran Mamić       | 30 de septiembre de 1971 (26 años) | 6    | VfL Bochum           |
| 19  | DEL  | Goran Vlaović     | 7 de agosto de 1972 (25 años)      | 28   | Valencia             |
| 20  | DEF  | Dario Šimić       | 12 de noviembre de 1975 (22 años)  | 17   | Croatia Zagreb       |
| 21  | MED  | Krunoslav Jurčić  | 26 de noviembre de 1969 (28 años)  | 9    | Croatia Zagreb       |
| 22  | POR  | Vladimir Vasilj   | 6 de julio de 1975 (22 años)       | 1    | Hrvatski Dragovoljac |

#### Jamaica
Entrenador:  René Simões
| No. | Pos. | Jugador           | Fecha de nacimiento (edad)         | Apa. | Club            |
| --- | ---- | ----------------- | ---------------------------------- | ---- | --------------- |
| 1   | POR  | Warren Barrett    | 9 de julio de 1970 (27 años)       | 128  | Violet Kickers  |
| 2   | DEF  | Stephen Malcolm   | 2 de mayo de 1970 (28 años)        | 62   | Seba United     |
| 3   | MED  | Chris Dawes       | 31 de mayo de 1974 (24 años)       | 20   | Galaxy          |
| 4   | DEF  | Linval Dixon      | 14 de septiembre de 1971 (26 años) | 104  | Hazard United   |
| 5   | DEF  | Ian Goodison      | 21 de noviembre de 1972 (25 años)  | 55   | Olympic Gardens |
| 6   | MED  | Fitzroy Simpson   | 26 de febrero de 1970 (28 años)    | 23   | Portsmouth      |
| 7   | MED  | Peter Cargill     | 2 de marzo de 1964 (34 años)       | 76   | Harbour View    |
| 8   | DEL  | Marcus Gayle      | 27 de septiembre de 1970 (27 años) | 5    | Wimbledon       |
| 9   | DEL  | Andy Williams     | 23 de septiembre de 1977 (20 años) | 25   | Columbus Crew   |
| 10  | DEL  | Walter Boyd       | 1 de enero de 1972 (26 años)       | 57   | Arnett Gardens  |
| 11  | MED  | Theodore Whitmore | 5 de agosto de 1972 (25 años)      | 76   | Seba United     |
| 12  | DEF  | Dean Sewell       | 13 de abril de 1972 (26 años)      | 4    | Constant Spring |
| 13  | POR  | Aaron Lawrence    | 11 de agosto de 1970 (27 años)     | 17   | Reno            |
| 14  | POR  | Donovan Ricketts  | 7 de junio de 1977 (21 años)       | 0    | Wadadah         |
| 15  | DEF  | Ricardo Gardner   | 25 de septiembre de 1978 (19 años) | 34   | Harbour View    |
| 16  | MED  | Robbie Earle      | 27 de enero de 1965 (33 años)      | 8    | Wimbledon       |
| 17  | DEL  | Onandi Lowe       | 2 de diciembre de 1973 (24 años)   | 30   | Harbour View    |
| 18  | DEL  | Deon Burton       | 25 de octubre de 1976 (21 años)    | 18   | Derby County    |
| 19  | DEF  | Frank Sinclair    | 3 de diciembre de 1971 (26 años)   | 5    | Chelsea         |
| 20  | MED  | Darryl Powell     | 15 de noviembre de 1971 (26 años)  | 2    | Derby County    |
| 21  | DEF  | Durrant Brown     | 8 de julio de 1964 (33 años)       | 125  | Wadadah         |
| 22  | DEL  | Paul Hall         | 3 de julio de 1972 (25 años)       | 23   | Portsmouth      |

#### Japón
Entrenador:  Takeshi Okada
| No. | Pos. | Jugador              | Fecha de nacimiento (edad)         | Apa. | Club                 |
| --- | ---- | -------------------- | ---------------------------------- | ---- | -------------------- |
| 1   | POR  | Nobuyuki Kojima      | 17 de enero de 1966 (32 años)      | 5    | Bellmare Hiratsuka   |
| 2   | DEF  | Akira Narahashi      | 26 de noviembre de 1971 (26 años)  | 29   | Kashima Antlers      |
| 3   | DEF  | Naoki Sōma           | 19 de julio de 1971 (26 años)      | 50   | Kashima Antlers      |
| 4   | DEF  | Masami Ihara         | 18 de septiembre de 1967 (30 años) | 116  | Yokohama Marinos     |
| 5   | DEF  | Norio Omura          | 6 de septiembre de 1969 (28 años)  | 31   | Yokohama Marinos     |
| 6   | MED  | Motohiro Yamaguchi   | 29 de enero de 1969 (29 años)      | 56   | Yokohama Flügels     |
| 7   | MED  | Teruyoshi Itō        | 31 de agosto de 1974 (23 años)     | 2    | Shimizu S-Pulse      |
| 8   | MED  | Hidetoshi Nakata     | 22 de enero de 1977 (21 años)      | 21   | Bellmare Hiratsuka   |
| 9   | DEL  | Masashi Nakayama     | 23 de septiembre de 1967 (30 años) | 27   | Júbilo Iwata         |
| 10  | MED  | Hiroshi Nanami       | 28 de noviembre de 1972 (25 años)  | 44   | Júbilo Iwata         |
| 11  | MED  | Shinji Ono           | 27 de septiembre de 1979 (18 años) | 2    | Urawa Red Diamonds   |
| 12  | DEL  | Wagner Lopes         | 29 de enero de 1969 (29 años)      | 10   | Bellmare Hiratsuka   |
| 13  | DEF  | Toshihiro Hattori    | 23 de septiembre de 1973 (24 años) | 6    | Júbilo Iwata         |
| 14  | DEL  | Masayuki Okano       | 25 de julio de 1972 (25 años)      | 25   | Urawa Red Diamonds   |
| 15  | MED  | Hiroaki Morishima    | 30 de abril de 1972 (26 años)      | 36   | Cerezo Osaka         |
| 16  | DEF  | Toshihide Saitō      | 20 de abril de 1973 (25 años)      | 14   | Shimizu S-Pulse      |
| 17  | DEF  | Yutaka Akita         | 6 de agosto de 1970 (27 años)      | 27   | Kashima Antlers      |
| 18  | DEL  | Shōji Jō             | 17 de junio de 1975 (22 años)      | 24   | Yokohama Marinos     |
| 19  | DEF  | Eisuke Nakanishi     | 23 de junio de 1973 (24 años)      | 7    | JEF United Ichihara  |
| 20  | POR  | Yoshikatsu Kawaguchi | 15 de agosto de 1975 (22 años)     | 27   | Yokohama Marinos     |
| 21  | POR  | Seigō Narazaki       | 15 de abril de 1976 (22 años)      | 2    | Yokohama Flügels     |
| 22  | MED  | Takashi Hirano       | 15 de julio de 1974 (23 años)      | 10   | Nagoya Grampus Eight |

## Representación de jugadores por liga
| País           | Jugadores | Porcentaje | Fuera de la selección nacional |
| -------------- | --------- | ---------- | ------------------------------ |
| Total          | 704       |            |                                |
| Inglaterra     | 74        | 10.51%     | 52                             |
| Italia         | 70        | 9.94%      | 50                             |
| España         | 70        | 9.94%      | 48                             |
| Alemania       | 53        | 7.53%      | 35                             |
| Japón          | 30        | 4.26%      | 8                              |
| Francia        | 29        | 4.12%      | 20                             |
| México         | 26        | 3.69%      | 5                              |
| Países Bajos   | 23        | 3.27%      | 13                             |
| Arabia Saudita | 22        | 3.13%      | 0                              |
| Estados Unidos | 21        | 2.98%      | 5                              |
| Argentina      | 20        | 2.84%      | 14                             |
| Otros          | 298       | 42.33%     |                                |

Inglaterra, España, Japón y Arabia Saudita fueron los únicos países que tenían a todos sus jugadores seleccionados de clubes nacionales, mientras que Nigeria no tenía futbolistas de equipos locales. Sólo tres combinados, Japón, México y Arabia Saudita, no poseían convocados de conjuntos europeos.
Aunque Turquía y Portugal no se clasificaron para el Mundial, sus ligas nacionales estuvieron representadas por 18 y 9 jugadores, respectivamente. En total, hubo 38 ligas nacionales que tuvieron jugadores en el torneo.